# Liste der Biografien/Gree
Liste der Biografien |
Portal Biografien |
Personensuche
# |
A |
B |
C |
D |
E |
F |
G |
H |
I |
J |
K |
L |
M |
N |
O |
P |
Q |
R |
S |
T |
U |
V |
W |
X |
Y |
Z |
?
 
Ga |
Gb |
Gc |
Gd |
Ge |
Gf |
Gh |
Gi |
Gj |
Gk |
Gl |
Gm |
Gn |
Go |
Gp |
Gq |
Gr |
Gs |
Gu |
Gv |
Gw |
Gy |
Gz
 
Gra |
Grb–Grd |
Gre |
Grg |
Gri |
Grj |
Grk |
Grl |
Grm |
Gro |
Grs |
Gru |
Gry |
Grz
 
Grea |
Greb |
Grec |
Gred |
Gree |
Gref |
Greg |
Greh |
Grei |
Grek |
Grel |
Grem |
Gren |
Grep |
Gres |
Gret |
Greu |
Grev |
Grew |
Grey |
Grez
Die Liste der Biografien führt alle Personen auf, die in der deutschsprachigen Wikipedia einen Artikel haben. Dieses ist eine Teilliste mit 732 Einträgen von Personen, deren Namen mit den Buchstaben „Gree“ beginnt.

## Gree
- Grée, Alain (1936–2025), französischer Kinderbuchautor und Illustrator

### Greee
- GReeeN (* 1989), deutscher Rapper und SängerGReeeN (* 1989)

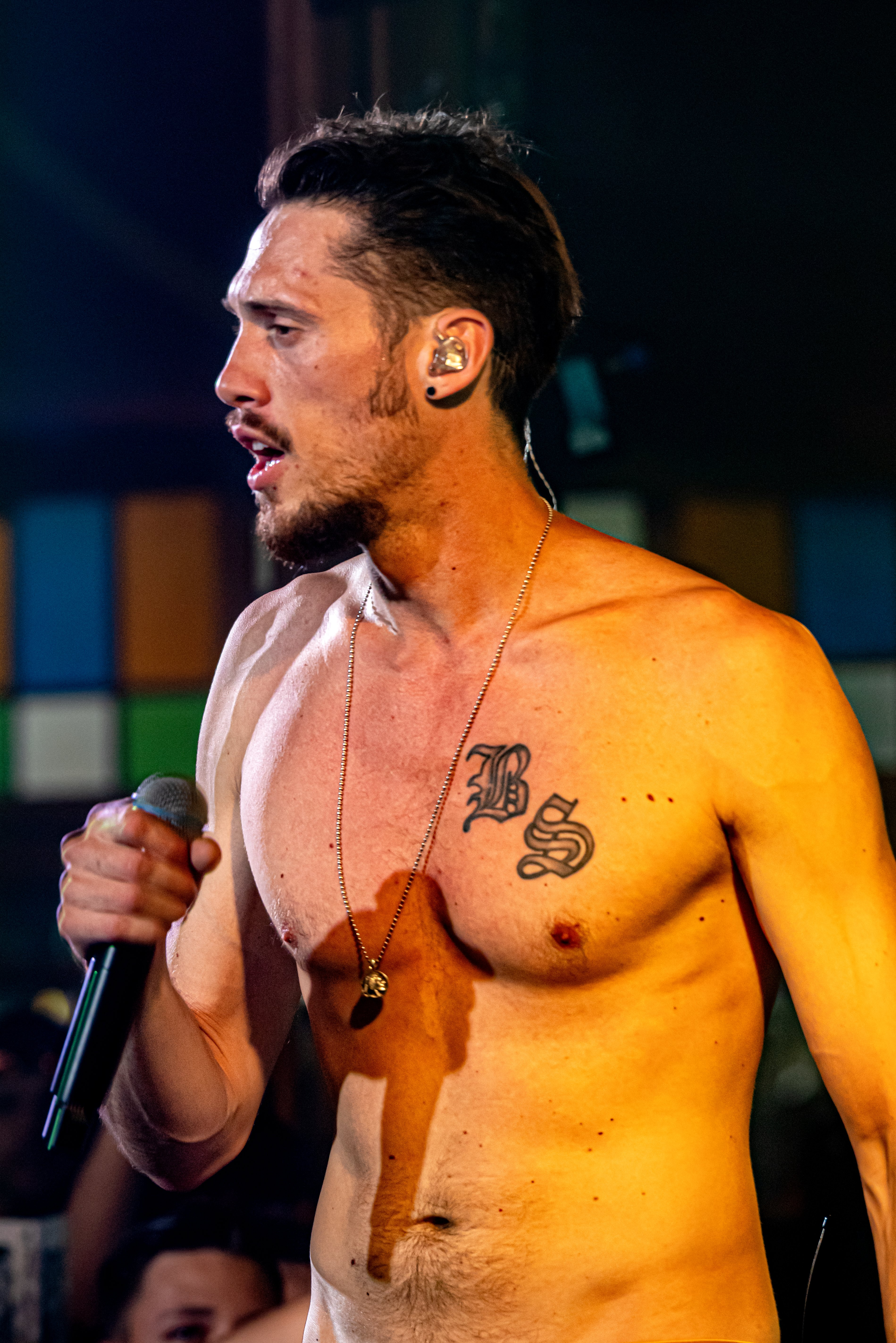
GReeeN (* 1989)

### Greef
- Greef, Klaus (* 1930), deutscher katholischer Priester, Stadtdekan von Frankfurt am Main
- Greef, Lizzy de (* 2004), niederländische Rollstuhltennisspielerin
- Greef, Samuel (* 1982), deutscher Politikwissenschaftler
- Greeff, Kurt (1920–1998), deutscher Pharmakologe und Hochschullehrer
- Greeff, Peter (1865–1939), deutscher Landschaftsmaler und Lithograf der Düsseldorfer Schule sowie ein Offizier der preußischen Kavallerie
- Greeff, Richard (1829–1892), deutscher Mediziner, Zoologe und Hochschullehrer
- Greeff, Richard (1862–1938), deutscher Ophthalmologe und Medizinhistoriker

### Greek
- Greek, Carl Gustaf Ludvig (1909–1991), schwedischer Geistlicher und Schriftsteller

### Greel
- Greeley, Andrew (1928–2013), US-amerikanischer Soziologe, Priester und Schriftsteller
- Greeley, Evelyn (1888–1975), US-amerikanische Schauspielerin österreichischer Abstammung
- Greeley, Horace (1811–1872), US-amerikanischer Zeitungsverleger und Politiker
- Greely, Adolphus (1844–1935), US-amerikanischer Polarforscher und Offizier
- Greely, John N. (1885–1965), US-amerikanischer Offizier, Brigadegeneral der US-Army
- Greely, Rose (1887–1969), US-amerikanische Landschaftsarchitektin

### Green

#### Green B
- Green Boots, am Mount Everest verunglückter BergsteigerGreen Boots

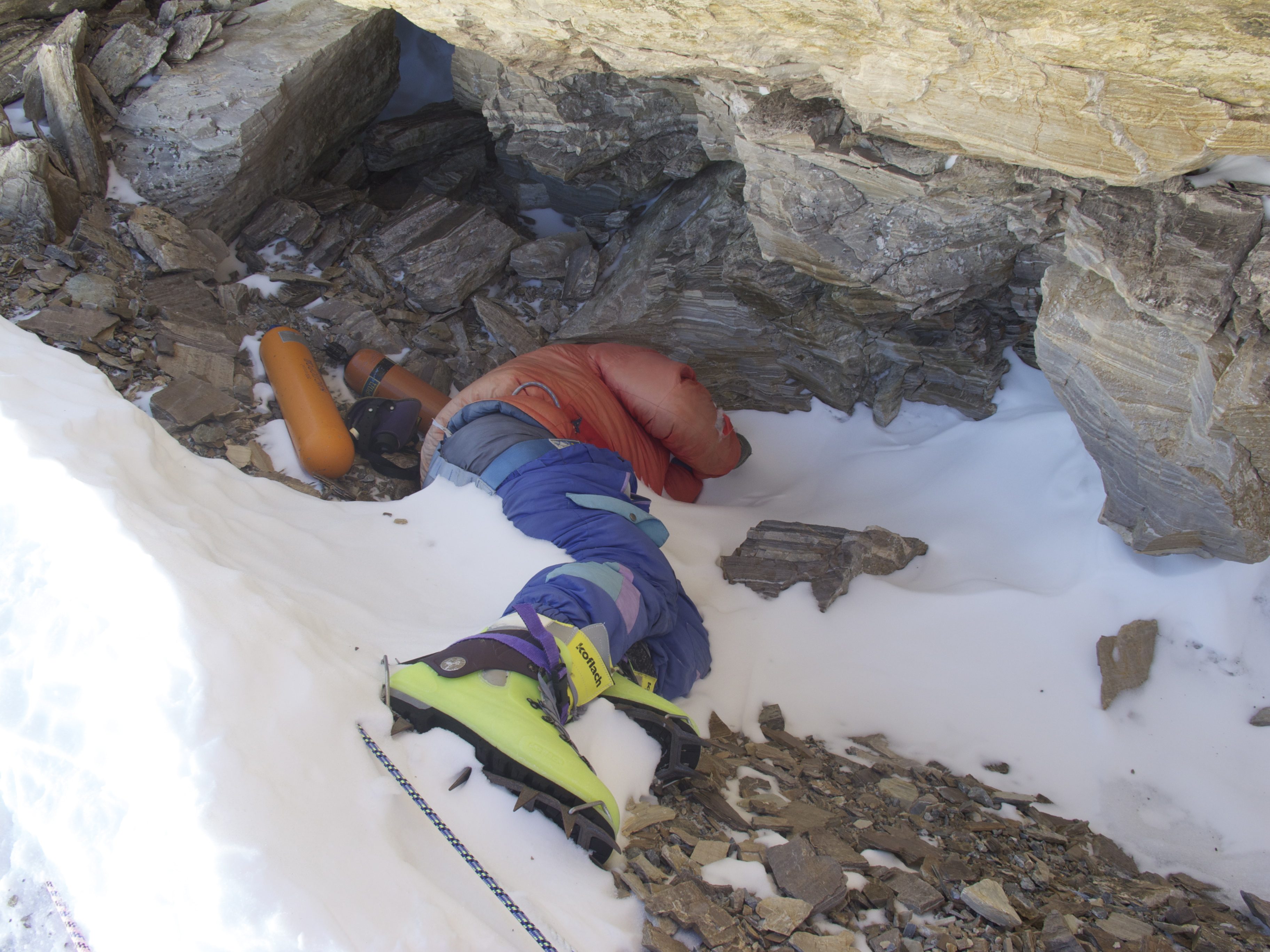
Green Boots

- Green Brady, John (1847–1918), US-amerikanischer Politiker

#### Green K
- Green Krejberg, Jannick (* 1988), dänischer Handballtorwart

#### Green M
- Green Montana (* 1993), belgischer Rapper

#### Green V
- Green Velvet (* 1968), US-amerikanischer DJ und Produzent in der elektronischen Musikszene

#### Green, A – Green, Z

##### Green, A
- Green, A. C. (* 1963), US-amerikanischer Basketballspieler
- Green, A. J. (* 1988), US-amerikanischer American-Football-Spieler
- Green, Adam (* 1975), US-amerikanischer Filmregisseur, Drehbuchautor, Produzent
- Green, Adam (* 1980), australischer Tischtennisspieler
- Green, Adam (* 1981), US-amerikanischer Sänger und Songwriter
- Green, Adolph (1914–2002), US-amerikanischer Drehbuchautor, Librettist und Schauspieler
- Green, Ahman (* 1977), US-amerikanischer American-Football-Spieler
- Green, Al (* 1946), US-amerikanischer Sänger und Prediger
- Green, Al (* 1947), US-amerikanischer Politiker
- Green, Alan (1932–2003), britischer Grafiker, Maler und Zeichner
- Green, Alan (* 1954), englisch-US-amerikanischer Fußballspieler
- Green, Albert E. (1912–1999), britischer Ingenieurwissenschaftler für Mechanik
- Green, Alexander Henry (1832–1896), britischer Geologe
- Green, Alfred E. (1889–1960), US-amerikanischer Regisseur
- Green, Alice Stopford (1847–1929), irische Historikerin, Nationalistin und Schriftstellerin
- Green, Allan (* 1979), US-amerikanischer Boxer
- Green, Amanda, US-amerikanische Film- und Fernsehproduzentin sowie Drehbuchautorin
- Green, André (1927–2012), französischer Psychiater und Psychoanalytiker
- Green, André (* 1973), deutscher Leichtathlet
- Green, Andrew, Baron Green of Deddington (* 1941), britischer Diplomat und parteiloser Politiker, Peer
- Green, Andy (* 1962), britischer Hochgeschwindigkeitsrennfahrer
- Green, Anna (* 1990), neuseeländische Fußballspielerin
- Green, Arda (1899–1958), US-amerikanische Biochemikerin
- Green, Arnold (1920–2011), estnischer Sportfunktionär
- Green, Arthur (1857–1944), australischer Bischof
- Green, Arthur (1928–1992), englischer Fußballspieler
- Green, Arthur George (1864–1941), britischer Chemiker
- Green, August Friedrich Siegmund (1736–1798), deutscher Jurist

##### Green, B
- Green, Bartholomew (1666–1732), amerikanischer Drucker und Chefredakteur
- Green, Bartholomew (1699–1751), amerikanischer Drucker
- Green, Ben (* 1977), britischer Mathematiker
- Green, Ben (* 1998), britischer Automobilrennfahrer
- Green, Bennie (1923–1977), US-amerikanischer Jazzmusiker (Posaune)
- Green, Benny (1927–1998), britischer Jazzmusiker, Radiomoderator und Buchautor
- Green, Benny (* 1963), US-amerikanischer Pianist des Modern Jazz und des Mainstream Jazz
- Green, Bill (1925–1996), US-amerikanischer Jazz-Saxophonist, Klarinettist, Flötist und Oboist (allgemein Holzblasinstrumente aller Art)
- Green, Bill (1929–2002), US-amerikanischer Politiker
- Green, Bill (1950–2017), englischer Fußballspieler und -trainer
- Green, Bill (* 1960), US-amerikanischer Hammerwerfer
- Green, Bill (1961–2012), US-amerikanischer Sprinter
- Green, Brendan (* 1986), kanadischer Biathlet
- Green, Brian (* 1941), britischer Sprinter
- Green, Brian Austin (* 1973), US-amerikanischer SchauspielerBrian Austin Green (* 1973)

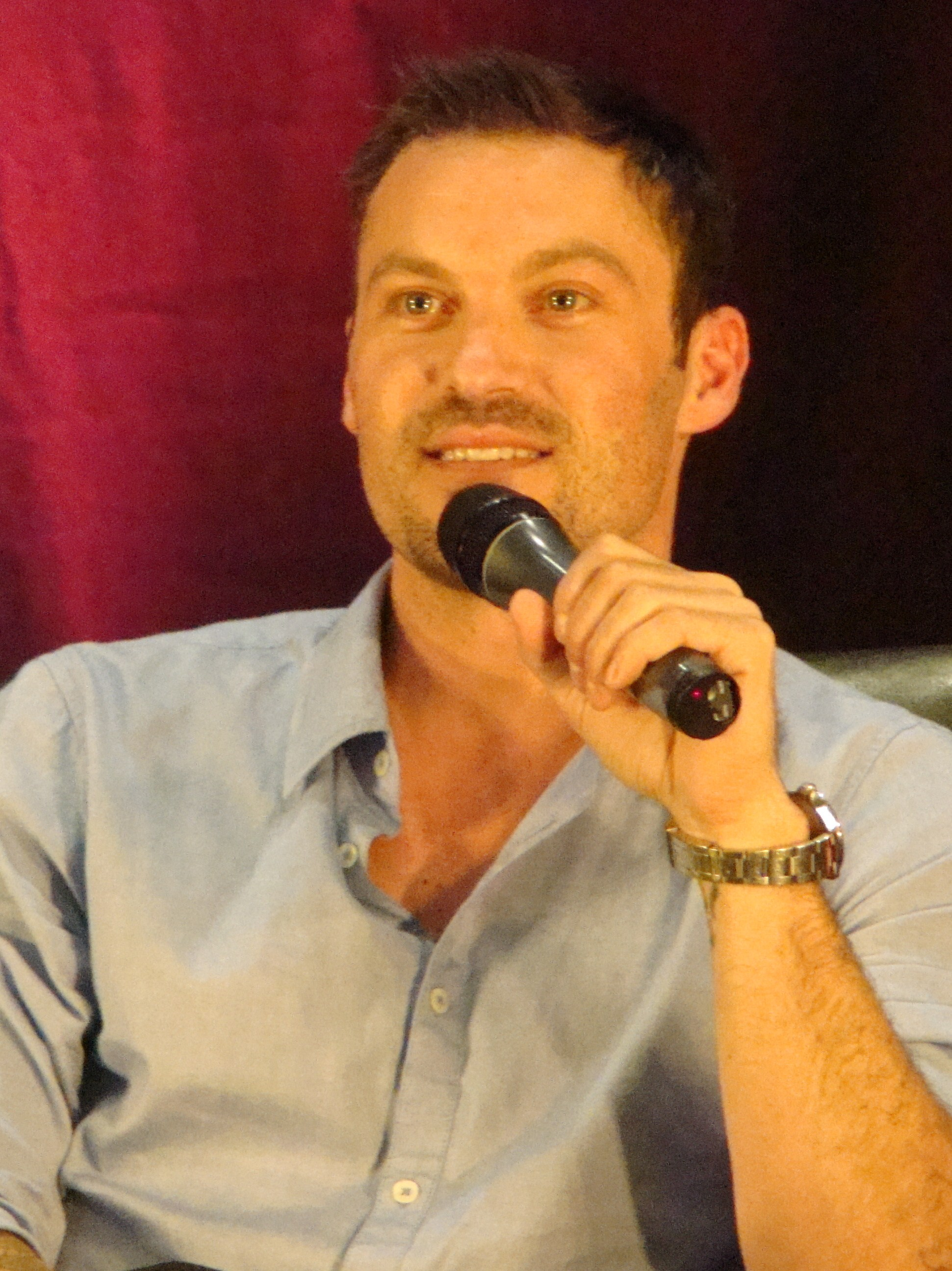
Brian Austin Green (* 1973)

- Green, Brian Lane (* 1962), US-amerikanischer Schauspieler, Sänger und Regisseur
- Green, Bruce, US-amerikanischer Filmeditor
- Green, Brunson (* 1967), US-amerikanischer Filmproduzent
- Green, Bunky (1933–2025), US-amerikanischer Jazz-Saxophonist
- Green, Byram (1786–1865), US-amerikanischer Jurist und Politiker

##### Green, C
- Green, Caleb (* 1985), US-amerikanischer Basketballspieler
- Green, Cameron (* 1999), australischer Cricketspieler
- Green, Cecil (1919–1951), US-amerikanischer Rennfahrer
- Green, Cecil H. (1900–2003), britisch-amerikanischer Elektroingenieur, Geophysiker, Unternehmer und Mäzen
- Green, CeeLo (* 1975), US-amerikanischer Hip-Hop-, Funk-, Soul- und R&B-Musiker
- Green, Charles (1735–1771), britischer Astronom
- Green, Charles (1785–1870), britischer Ballonfahrer
- Green, Charles (1888–1974), britischer Koch
- Green, Charles (1914–1999), britischer Bobfahrer
- Green, Charles Alfred Howell (1864–1944), Erzbischof von Wales
- Green, Charles C. (1873–1940), US-amerikanischer Politiker
- Green, Charlie († 1935), US-amerikanischer Blues- und Jazz-Posaunist
- Green, Chelsea (* 1991), kanadische WrestlerinChelsea Green (* 1991)

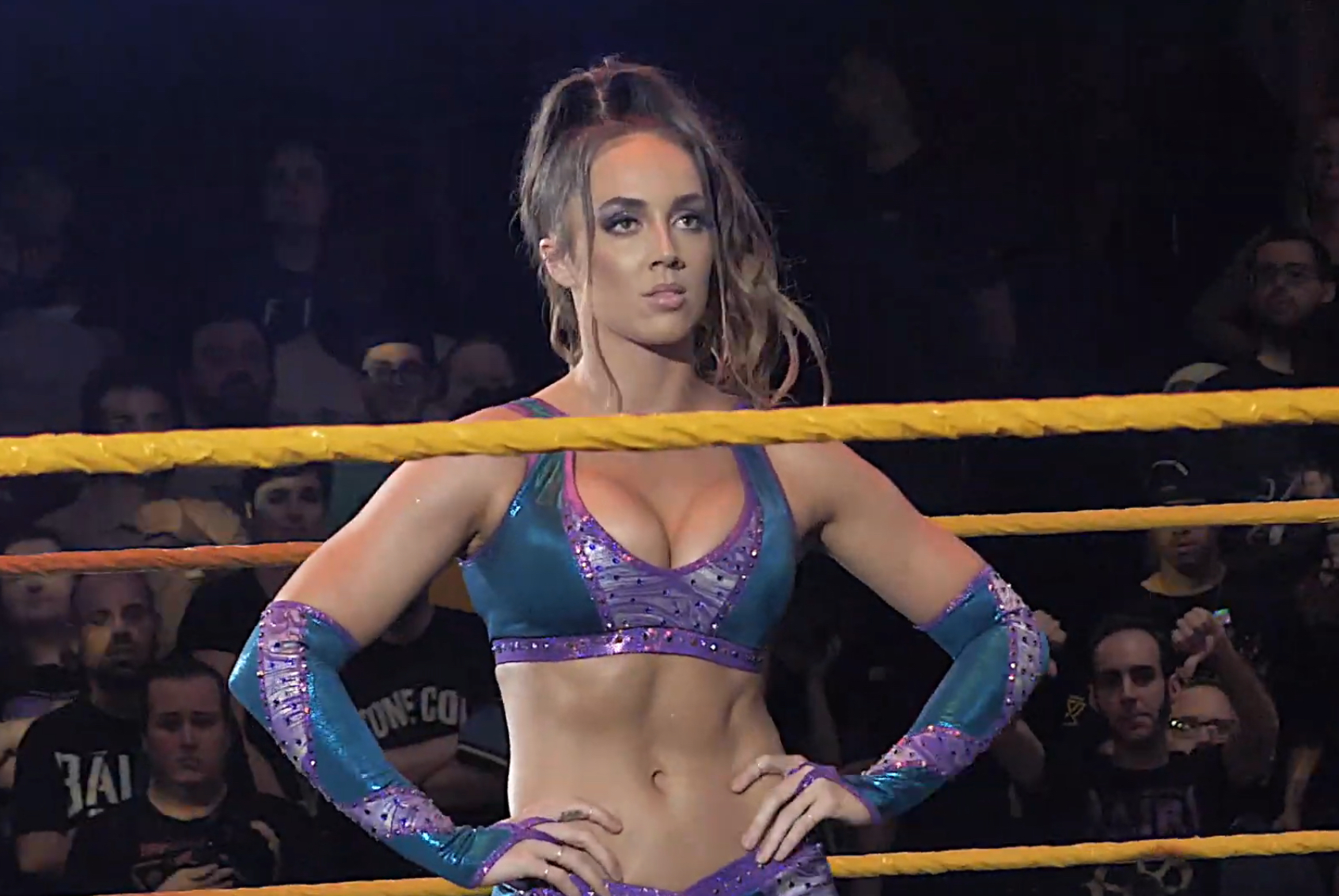
Chelsea Green (* 1991)

- Green, Constance McLaughlin (1897–1975), US-amerikanische Historikerin und Pulitzer-Preisträgerin
- Green, Cornell (* 1940), US-amerikanischer American-Football-Spieler

##### Green, D
- Green, Damian (* 1956), britischer Politiker (Conservative Party), Mitglied des House of Commons
- Green, Danny (1903–1973), britischer Schauspieler
- Green, Danny (* 1973), australischer Boxer
- Green, Danny (* 1981), US-amerikanischer Jazzmusiker (Piano, Komposition)
- Green, Danny (* 1987), US-amerikanischer Basketballspieler
- Green, Darrell (* 1960), US-amerikanischer Footballspieler
- Green, Darrell, US-amerikanischer Jazzmusiker
- Green, Dave (* 1942), britischer Jazzbassist
- Green, David A. (* 1959), britischer Astrophysiker
- Green, David E. (1910–1983), US-amerikanischer Biochemiker
- Green, David Gordon (* 1975), US-amerikanischer Filmregisseur und Drehbuchautorin
- Green, David M. (1932–2022), US-amerikanischer Psychologe
- Green, David Martin (* 1953), kanadischer Herpetologe
- Green, Debbie (* 1958), US-amerikanische Volleyballspielerin
- Green, Dennis (1931–2018), australischer Kanute
- Green, Dennis (1949–2016), US-amerikanischer American-Football-Trainer
- Green, Derek (* 1944), britischer Radrennfahrer
- Green, Derrick (* 1971), US-amerikanischer Metal-SängerDerrick Green (* 1971)

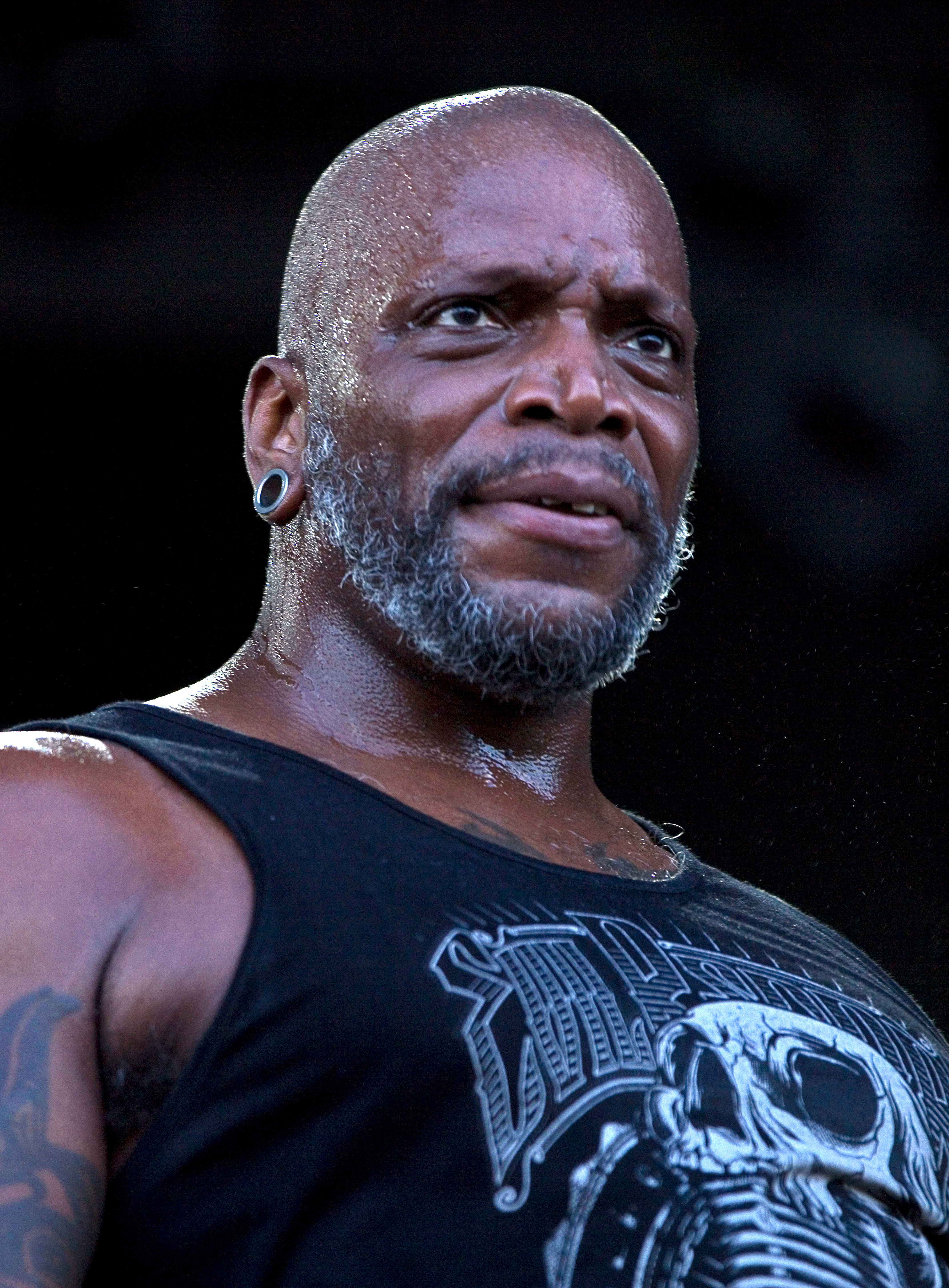
Derrick Green (* 1971)

- Green, Devin (* 1982), US-amerikanischer Basketballspieler
- Green, Diana (* 1943), britische Wirtschaftswissenschaftlerin
- Green, Dominic (* 1997), US-amerikanischer Basketballspieler
- Green, Don (1932–1992), englischer Fußballspieler
- Green, Dorothy (1887–1964), US-amerikanische Tennisspielerin
- Green, Draymond (* 1990), US-amerikanischer Basketballspieler
- Green, Dwight H. (1897–1958), US-amerikanischer Politiker

##### Green, E
- Green, Edith (1910–1987), US-amerikanische Politikerin
- Green, Edward H. R. (1868–1936), US-amerikanischer Philatelist und Münzsammler
- Green, Elizabeth A. H. (1906–1995), US-amerikanische Musikpädagogin, Dirigentin und Komponistin
- Green, Elsie (1908–2009), britische Hürdenläuferin
- Green, Emma (* 1984), schwedische Leichtathletin
- Green, Emma Edwards (1856–1942), US-amerikanische Malerin und Designerin.
- Green, Eric (1878–1972), englischer Hockeyspieler
- Green, Ernest (* 1941), US-amerikanischer Bürgerrechtler
- Green, Ernest Arthur (1915–1988), südafrikanischer römisch-katholischer Geistlicher und Bischof von Port Elizabeth
- Green, Etienne (* 2000), französisch-englischer Fußballtorhüter
- Green, Eugène (* 1947), französischer Theater- und Filmregisseur, Schriftsteller und Essayist
- Green, Eva (* 1980), französische SchauspielerinEva Green (* 1980)

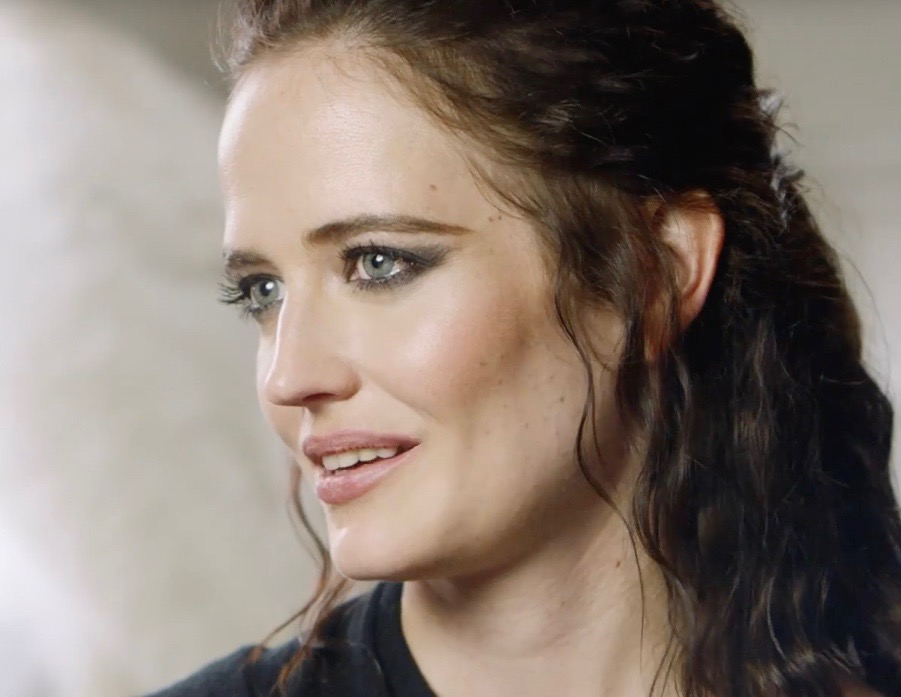
Eva Green (* 1980)

- Green, Ewen (1958–2006), britischer Historiker

##### Green, F
- Green, Florence (1901–2012), britische Militärangehörige
- Green, Franklin (1933–2003), US-amerikanischer Sportschütze
- Green, Fred (* 1926), britischer Langstreckenläufer
- Green, Fred W. (1871–1936), US-amerikanischer Politiker, Gouverneur von Michigan
- Green, Freddie (1911–1987), US-amerikanischer Jazzgitarrist
- Green, Frederick Charles (1891–1964), britischer Romanist, Anglist und Literaturwissenschaftler
- Green, Frederick Thomas (1829–1876), kanadischer Entdecker, Großwildjäger und Händler
- Green, Frederick W. (1816–1879), US-amerikanischer Politiker
- Green, Friedrich (1701–1773), deutscher Kaufmann und Bürgermeister der Hansestadt Lübeck

##### Green, G
- Green, Gabriel (1924–2001), US-amerikanischer Fotograf, Ufologe und Kandidat für die US-Präsidentschaft
- Green, Gabrielle Nevaeh (* 2005), US-amerikanische Schauspielerin
- Green, Garlon (* 1991), US-amerikanischer Basketballspieler
- Green, Gary (* 1950), britischer Musiker
- Green, Gatlin (* 1997), US-amerikanische Schauspielerin und Singer-Songwriterin
- Green, Gene (* 1947), US-amerikanischer Politiker
- Green, Georg (1636–1691), deutscher lutherischer Theologe, Poet und Historiker
- Green, Georg Christian (1804–1845), Ratsherr der Hansestadt Lübeck
- Green, Georg Sigismund der Ältere (1673–1734), deutscher lutherischer Theologe
- Green, Georg Sigismund der Jüngere (1712–1754), deutscher evangelischer Theologe
- Green, George (1793–1841), britischer Mathematiker und Physiker
- Green, George (1927–2008), US-amerikanischer Rennfahrer
- Green, Gerald (1922–2006), US-amerikanischer Schriftsteller
- Green, Gerald (* 1986), US-amerikanischer Basketballspieler
- Green, GloZell (* 1972), US-amerikanische Schauspielerin, Synchronsprecherin und Webvideoproduzentin
- Green, Gotthard Heinrich (1741–1797), deutscher Kaufmann und Ratsherr der Hansestadt Lübeck
- Green, Grant (1935–1979), US-amerikanischer Jazzgitarrist und Komponist
- Green, Gustavus (1865–1964), britischer Ingenieur
- Green, Guy (1913–2005), britischer Kameramann, Regisseur und Drehbuchautor
- Green, Guy (1937–2025), tasmanischer Gouverneur (1995–2003)

##### Green, H
- Green, Hamilton (* 1934), guyanischer Politiker
- Green, Hank (* 1980), US-amerikanischer Videoblogger, Musiker, Unternehmer und AutorHank Green (* 1980)

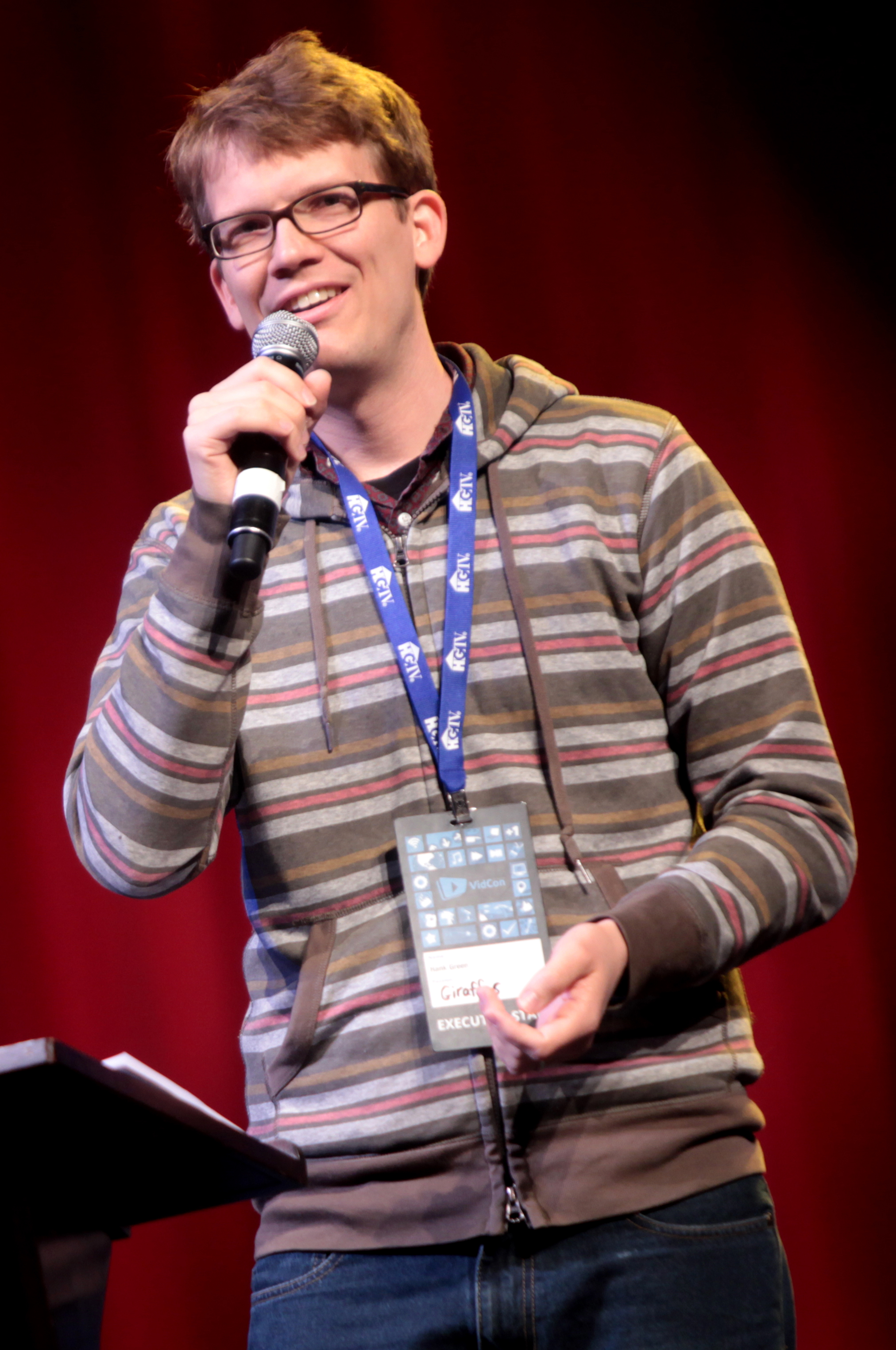
Hank Green (* 1980)

- Green, Hanna (* 1980), deutsche Basketballspielerin
- Green, Harry (1886–1934), britischer Langstreckenläufer
- Green, Henry (1905–1973), britischer Schriftsteller
- Green, Henry Dickinson (1857–1929), US-amerikanischer Politiker
- Green, Herbert S. (1920–1999), britisch-australischer Physiker
- Green, Hetty (1834–1916), amerikanische Geschäftsfrau
- Green, Hilary (* 1951), britische Eiskunstläuferin
- Green, Hilton A. (1929–2013), US-amerikanischer Filmproduzent
- Green, Holger (* 1951), deutscher Diplomat
- Green, Howard (1925–2015), US-amerikanischer Zell- und Entwicklungsbiologe
- Green, Howard Charles (1895–1989), kanadischer Rechtsanwalt und Politiker
- Green, Hubert (1946–2018), US-amerikanischer Golfspieler

##### Green, I
- Green, Ian (* 1946), britischer Sprinter
- Green, Innis (1776–1839), US-amerikanischer Politiker
- Green, Irving (1916–2006), US-amerikanischer Plattenproduzent
- Green, Isaiah (* 1998), US-amerikanischer American-Football-Spieler
- Green, Isaiah L. (1761–1841), US-amerikanischer Politiker

##### Green, J
- Green, Jack (* 1991), britischer Hürdenläufer
- Green, Jack N. (* 1939), US-amerikanischer Kameramann
- Green, Jacob (* 1957), US-amerikanischer American-Football-Spieler
- Green, Jacquez (* 1976), US-amerikanischer Footballspieler
- Green, Jalen (* 2002), US-amerikanisch-philippinischer Basketballspieler
- Green, James (* 1932), US-amerikanischer Marathonläufer
- Green, James (1944–2016), US-amerikanischer Historiker
- Green, James Alexander (1926–2014), britischer Mathematiker
- Green, James C. (1921–2000), US-amerikanischer Politiker
- Green, James Patrick (* 1950), US-amerikanischer Geistlicher, römisch-katholischer Erzbischof und Diplomat des Heiligen Stuhls
- Green, James S. (1817–1870), US-amerikanischer Politiker
- Green, Jamie (* 1982), britischer AutomobilrennfahrerJamie Green (* 1982)

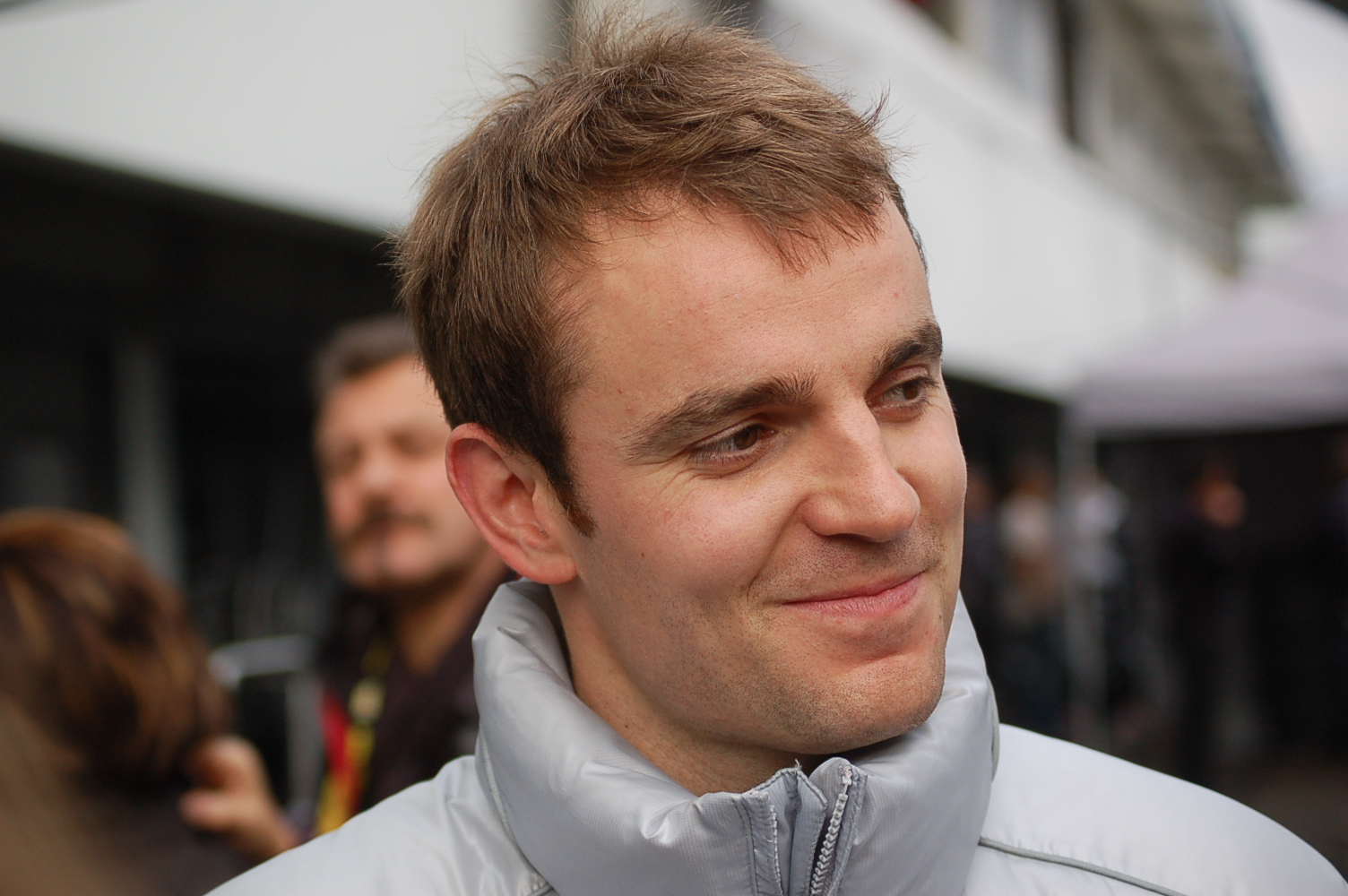
Jamie Green (* 1982)

- Green, JaMychal (* 1990), US-amerikanischer Basketballspieler
- Green, Jeff (* 1986), US-amerikanischer Basketballspieler
- Green, Jenna Leigh (* 1974), US-amerikanische Schauspielerin
- Green, Jerry (* 1980), US-amerikanischer Basketballspieler
- Green, Jesse (* 1971), amerikanischer Jazzmusiker (Piano, Komposition)
- Green, Jessica (* 1993), australische Schauspielerin
- Green, Johann Nicolaus († 1766), erster Ratsbuchdrucker und Begründer der Lübeckischen Anzeigen
- Green, John (1807–1887), US-amerikanischer Politiker und Richter
- Green, John (* 1977), US-amerikanischer Schriftsteller, Videoblogger, Filmproduzent und PodcasterJohn Green (* 1977)

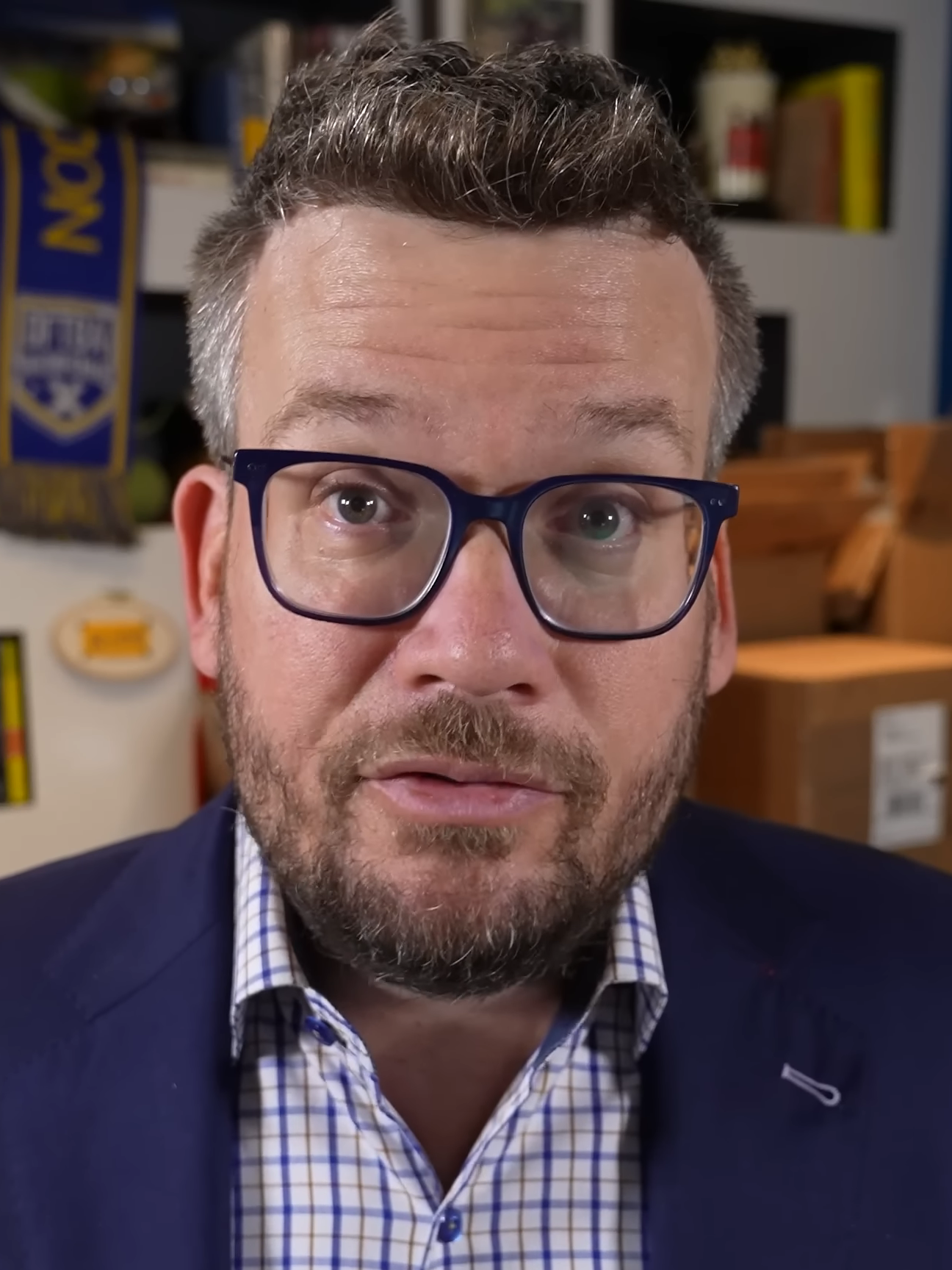
John Green (* 1977)

- Green, John Richard (1837–1883), englischer Priester, Historiker und Geograph
- Green, Johnny (1908–1989), US-amerikanischer Filmkomponist
- Green, Jordan-Claire (* 1991), US-amerikanische Schauspielerin
- Green, Joseph (1727–1786), englischer Kaufmann
- Green, Joseph (1900–1996), polnischer Schauspieler, Regisseur und Schriftsteller
- Green, Joseph (* 1931), US-amerikanischer Wissenschaftsjournalist
- Green, Joseph (* 2001), guamisch-US-amerikanischer Sprinter
- Green, Josh (* 1970), US-amerikanischer Politiker
- Green, Josh (* 1977), kanadischer Eishockeyspieler und -trainer
- Green, Josh (* 2000), australischer Basketballspieler
- Green, Josie (* 1993), walisische Fußballspielerin
- Green, Joyce (* 1940), US-amerikanische Rockabilly-Musikern
- Green, Julian (* 1965), britischer Eisschnellläufer
- Green, Julian (* 1995), deutscher Fußballspieler
- Green, Julien (1900–1998), französischer Schriftsteller mit US-amerikanischer StaatsangehörigkeitJulien Green (1900–1998)

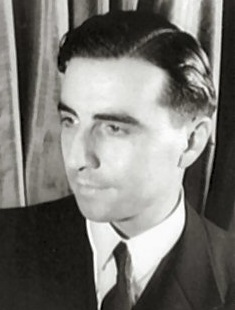
Julien Green (1900–1998)

- Green, Julio César (* 1967), dominikanischer Boxer

##### Green, K
- Green, Kathe (* 1944), US-amerikanische Sängerin und Schauspielerin
- Green, Kathleen J. (* 1955), US-amerikanische Zellbiologin und Hochschullehrerin
- Green, Keith (1953–1982), US-amerikanischer Sänger und Liedermacher christlicher Popmusik
- Green, Ken (1924–2001), englischer Fußballspieler
- Green, Kenneth (1911–1977), US-amerikanischer Physiker
- Green, Kenyon (* 2001), US-amerikanischer American-Football-Spieler
- Green, Kerri (* 1967), US-amerikanische SchauspielerinKerri Green (* 1967)

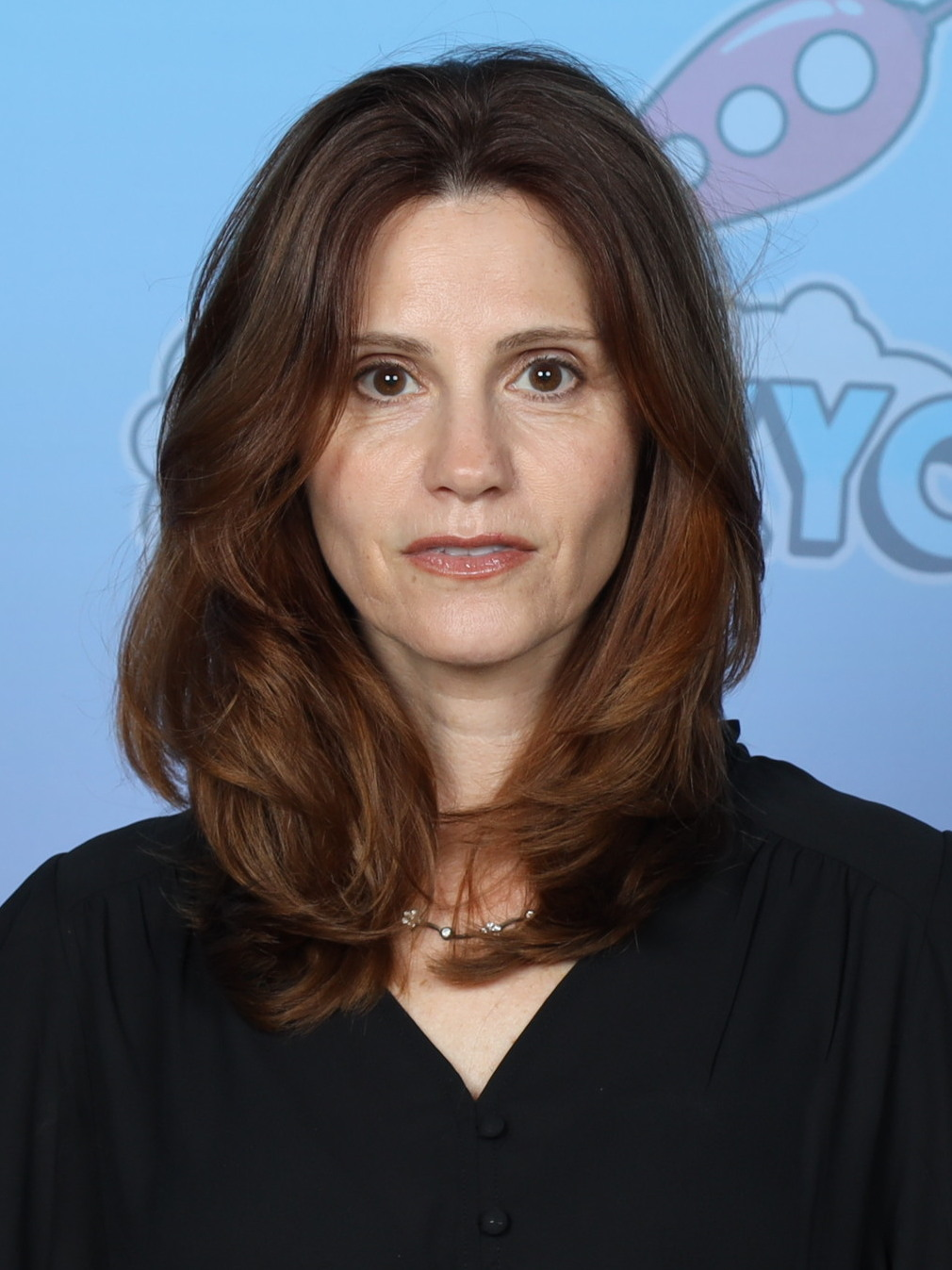
Kerri Green (* 1967)

- Green, Kitty (* 1984), australische Filmregisseurin, Autorin und Produzentin

##### Green, L
- Green, Ladarius (* 1990), US-amerikanischer American-Football-Spieler
- Green, Lea (* 1976), deutsche Filmemacherin, vegane Kochbuchautorin und Foodbloggerin
- Green, Lee, US-amerikanischer Bluesmusiker
- Green, Leford (* 1986), jamaikanischer Leichtathlet
- Green, Leslie, britischer Philosoph und Rechtsphilosoph
- Green, Leslie (1875–1908), britischer Architekt
- Green, Lil (1901–1954), US-amerikanische Blues-Sängerin
- Green, Lothar (1908–1981), deutscher Fußballschiedsrichter
- Green, Lucinda (* 1953), britische Vielseitigkeitsreiterin
- Green, Luther (1946–2006), US-amerikanischer Basketballspieler
- Green, Lyle (* 1976), kanadischer American-Football- und Canadian-Football-Spieler

##### Green, M
- Green, Maddy (* 1992), neuseeländische Cricketspielerin
- Green, Malcolm L. H. (1936–2020), britischer Chemiker
- Green, Margo (* 1972), kanadische Squashspielerin
- Green, Marian (* 1944), britische Schriftstellerin
- Green, Mark (* 1947), US-amerikanischer Mathematiker
- Green, Mark Andrew (* 1960), US-amerikanischer Politiker
- Green, Mark E. (* 1964), US-amerikanischer Politiker
- Green, Mark J. (* 1945), US-amerikanischer Jurist, Anwalt für Verbraucherschutz, Politiker und Autor
- Green, Marshall (1916–1998), US-amerikanischer Diplomat
- Green, Martin (* 1948), australischer Physiker und Hochschullehrer
- Green, Mary (1943–2022), britische Sprinterin
- Green, Matthew (* 1980), kanadischer Politiker
- Green, Melville S. (1922–1979), US-amerikanischer Physiker
- Green, Michael, US-amerikanischer Drehbuchautor und Film- und FernsehproduzentMichael Green

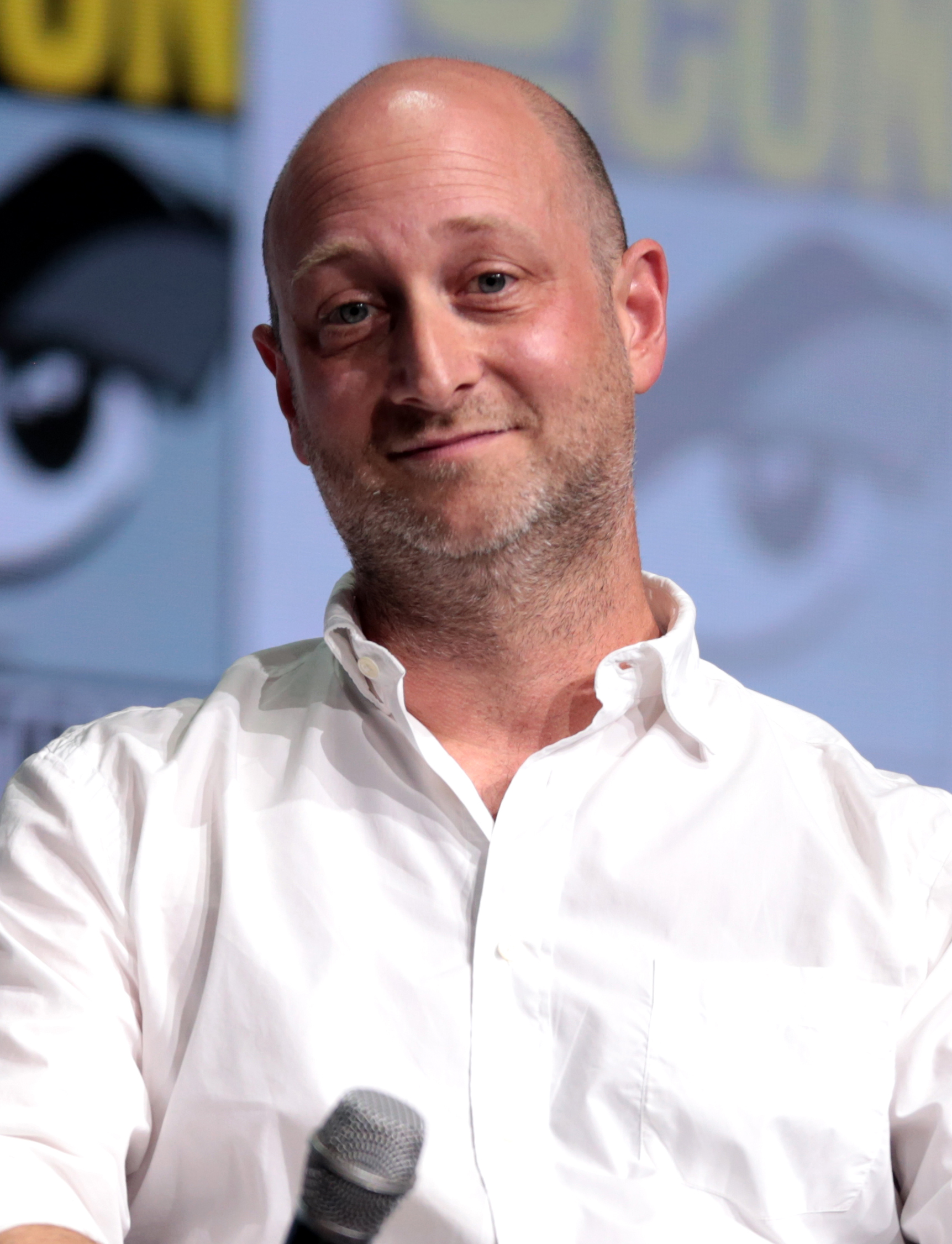
Michael Green

- Green, Michael (* 1954), karibischer Regattasegler
- Green, Michael (* 1970), jamaikanischer Sprinter
- Green, Michael (* 1972), deutscher Feldhockeyspieler
- Green, Michael Boris (* 1946), britischer Physiker
- Green, Michael D. (1941–2013), US-amerikanischer Historiker
- Green, Michael E. (* 1985), US-amerikanischer Basketballspieler
- Green, Michael John William (1929–2022), englischer Maler, Bildhauer und Schriftsteller
- Green, Micky (* 1984), australische Pop-Sängerin und Laufstegmodel
- Green, Mike (* 1979), kanadischer Eishockeyspieler und -scout
- Green, Mike (* 1985), kanadischer Eishockeyspieler
- Green, Misha (* 1984), US-amerikanische Drehbuchautorin und Fernsehproduzentin
- Green, Mitch (* 1957), US-amerikanischer Schwergewichtsboxer
- Green, Mitzi (1920–1969), US-amerikanische Schauspielerin
- Green, Monica Helen, US-amerikanische Medizinhistorikerin
- Green, Morten (* 1981), dänischer Eishockeyspieler

##### Green, N
- Green, Nate (* 1977), US-amerikanischer Basketballschiedsrichter
- Green, Nehemiah (1837–1890), US-amerikanischer Politiker
- Green, Nicholas (* 1967), australischer Ruderer
- Green, Nicole (* 1971), US-amerikanische Sprinterin
- Green, Nigel (1924–1972), britischer Schauspieler im Theater, Film und Fernsehen

##### Green, O
- Green, Oliver (1920–2018), britischer Offizier der Luftstreitkräfte des Vereinigten Königreichs
- Green, Otis Howard (1898–1978), US-amerikanischer Romanist und Hispanist

##### Green, P
- Green, Pamela (1929–2010), britische Schauspielerin und Model

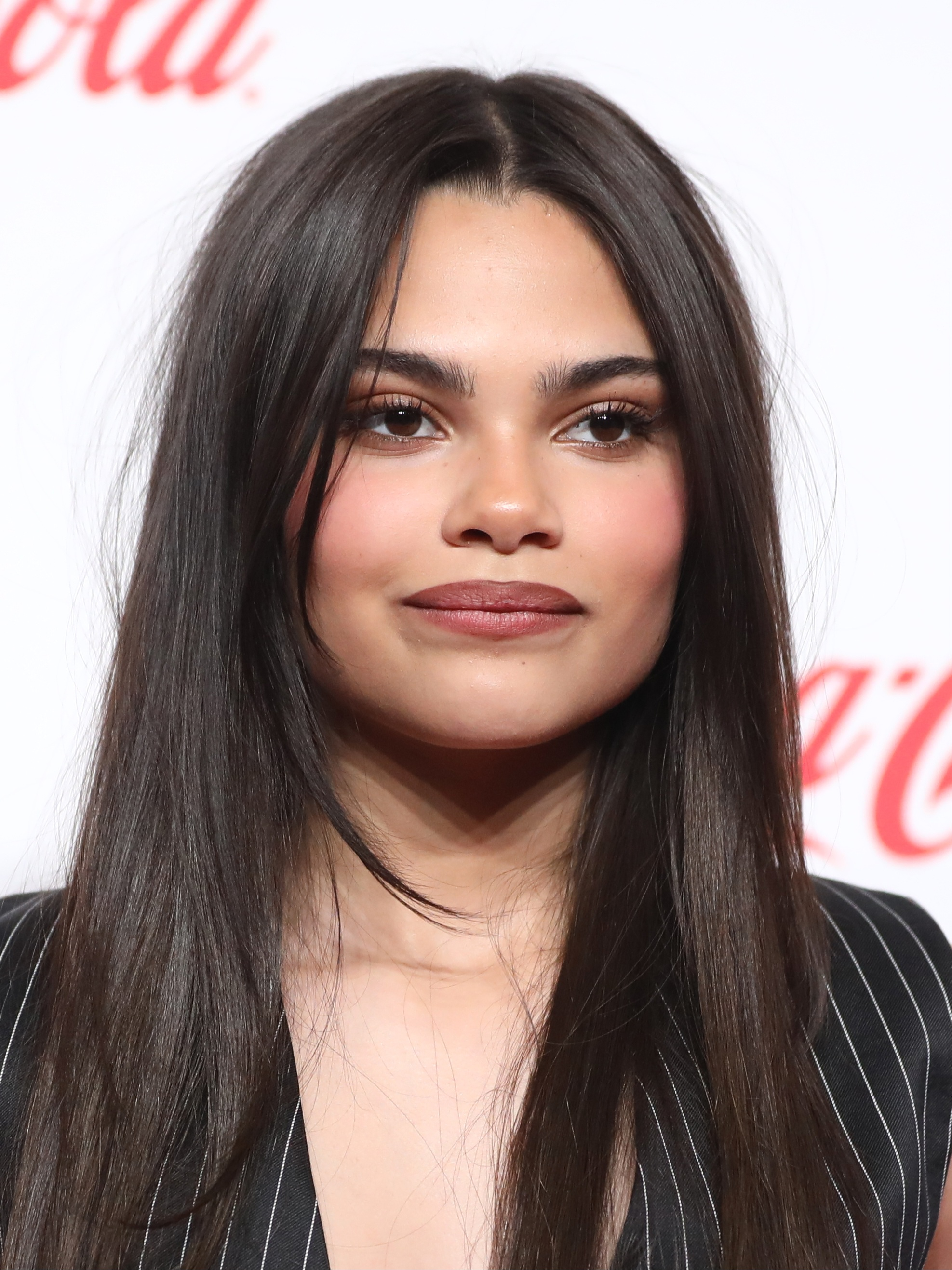
Ariana Greenblatt (* 2007)

- Green, Pat (* 1972), US-amerikanischer Countrysänger
- Green, Paul (1894–1981), US-amerikanischer Bühnenautor und Drehbuchautor
- Green, Paul (* 1983), englisch-irischer Fußballspieler
- Green, Paul E. (1927–2012), US-amerikanischer Wirtschaftswissenschaftler und Mathematiker
- Green, Perry (* 1936), US-amerikanischer Pokerspieler
- Green, Peter (1924–2024), britischer Autor, Journalist und Historiker
- Green, Peter (1946–2020), britischer Bluesrock-Gitarrist und Mitbegründer der Gruppe Fleetwood MacPeter Green (1946–2020)

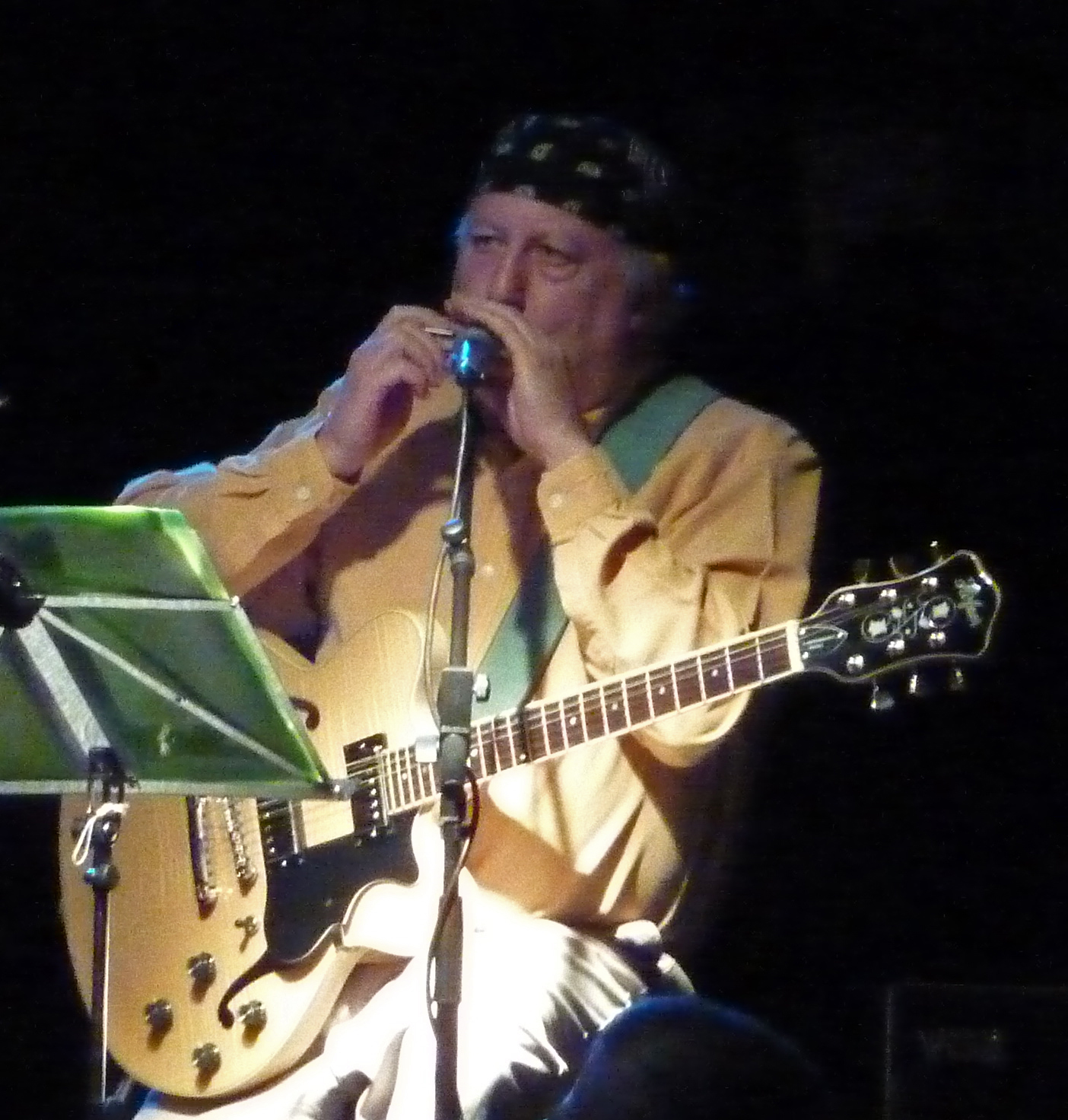
Peter Green (1946–2020)

- Green, Peter (* 1978), australischer Fußballschiedsrichter
- Green, Philip (1911–1982), britischer Pianist, Komponist und Filmkomponist
- Green, Philip (* 1952), britischer Unternehmer
- Green, Philip P. (* 1950), US-amerikanischer Mathematiker und Genetiker

##### Green, R
- Green, Rachel (* 1964), US-amerikanische Biochemikerin und Hochschullehrerin
- Green, Reinaldo Marcus (* 1981), US-amerikanischer Filmregisseur und -produzent und Drehbuchautor
- Green, Renée (* 1959), US-amerikanische Autorin, Filmemacherin und Installationskünstlerin
- Green, Richard (1936–2019), US-amerikanischer Sexualwissenschaftler, Anwalt und Autor
- Green, Richard (* 1971), australischer Golfsportler
- Green, Richard Gordon Lancelyn (1953–2004), britischer Schriftsteller
- Green, Richard J. (* 1964), US-amerikanischer Chemiker
- Green, Rick (* 1956), kanadischer Eishockeyspieler und -trainer
- Green, Rickey (* 1954), US-amerikanischer Basketballspieler
- Green, Ricky Lee (1960–1997), US-amerikanischer Serienmörder
- Green, Riley (* 1988), US-amerikanischer CountrysängerRiley Green (* 1988)

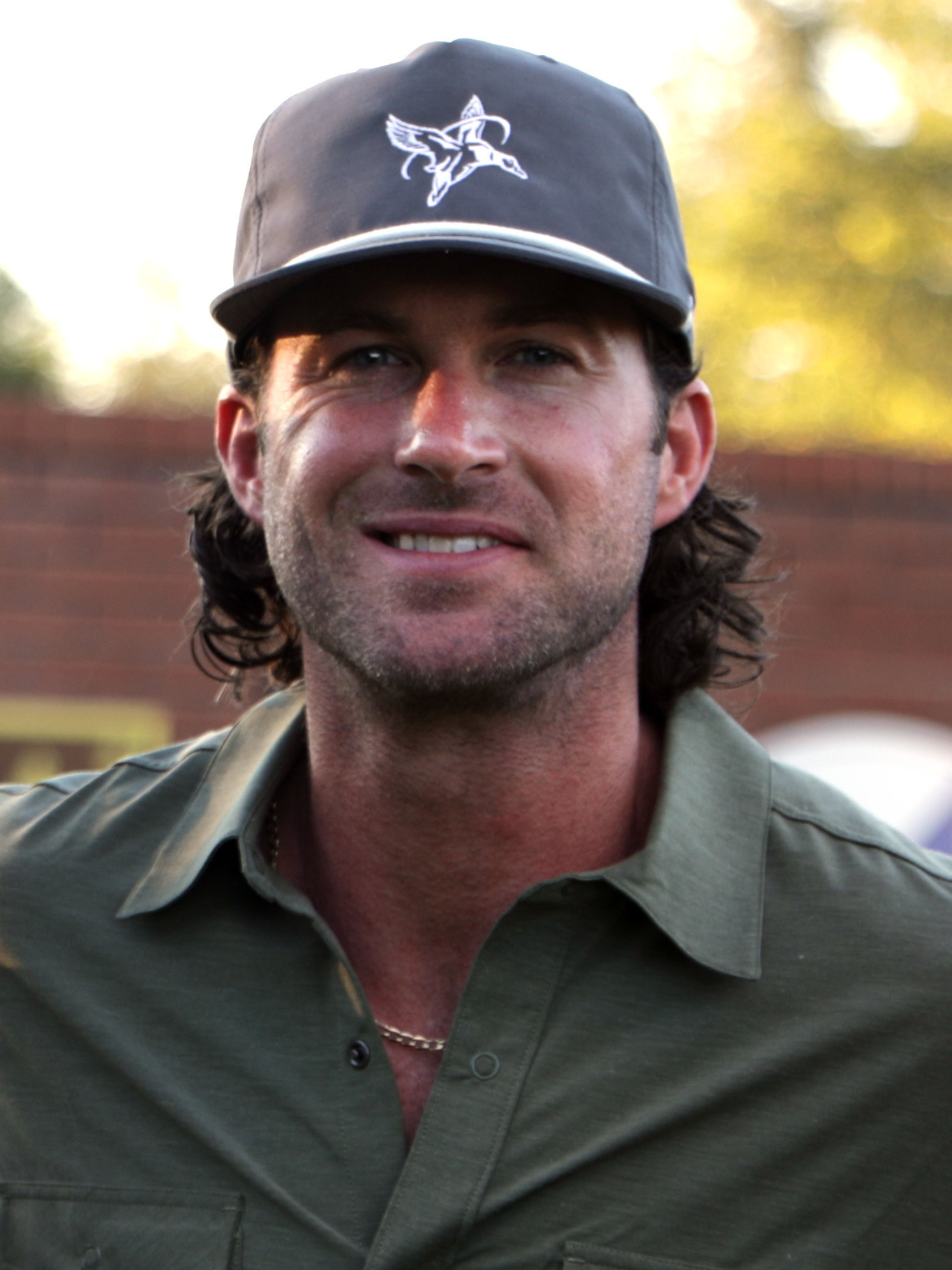
Riley Green (* 1988)

- Green, Rob (* 1976), deutsch-britischer Radio- und Fernsehmoderator sowie DJ
- Green, Robert (* 1980), englischer Fußballtorhüter
- Green, Robert A. (1892–1973), US-amerikanischer Politiker
- Green, Robert Stockton (1831–1895), US-amerikanischer Politiker
- Green, Robson (* 1964), englischer Schauspieler
- Green, Rodney (* 1974), südafrikanischer Radrennfahrer
- Green, Rodney (* 1979), amerikanischer Jazzmusiker (Schlagzeug)
- Green, Roger Lancelyn (1918–1987), britischer Schriftsteller
- Green, Roland (* 1974), kanadischer Radrennfahrer
- Green, Roland J. (1944–2021), amerikanischer Science-Fiction- und Fantasy-Autor
- Green, Rosario (1941–2017), mexikanische Politikerin
- Green, Rudolph (1926–2016), jamaikanischer Offizier
- Green, Russell (* 2001), neuseeländischer Mittelstreckenläufer
- Green, Ryan Speedo (* 1986), US-amerikanischer Opernsänger mit den Stimmlagen Bass/Bassbariton

##### Green, S
- Green, Sally (1922–2014), US-amerikanische Tischtennisspielerin
- Green, Sam, US-amerikanischer Filmregisseur
- Green, Samuel (1740–1796), englischer Orgelbauer
- Green, Sarah, Filmproduzentin
- Green, Seth (* 1974), US-amerikanischer SchauspielerSeth Green (* 1974)

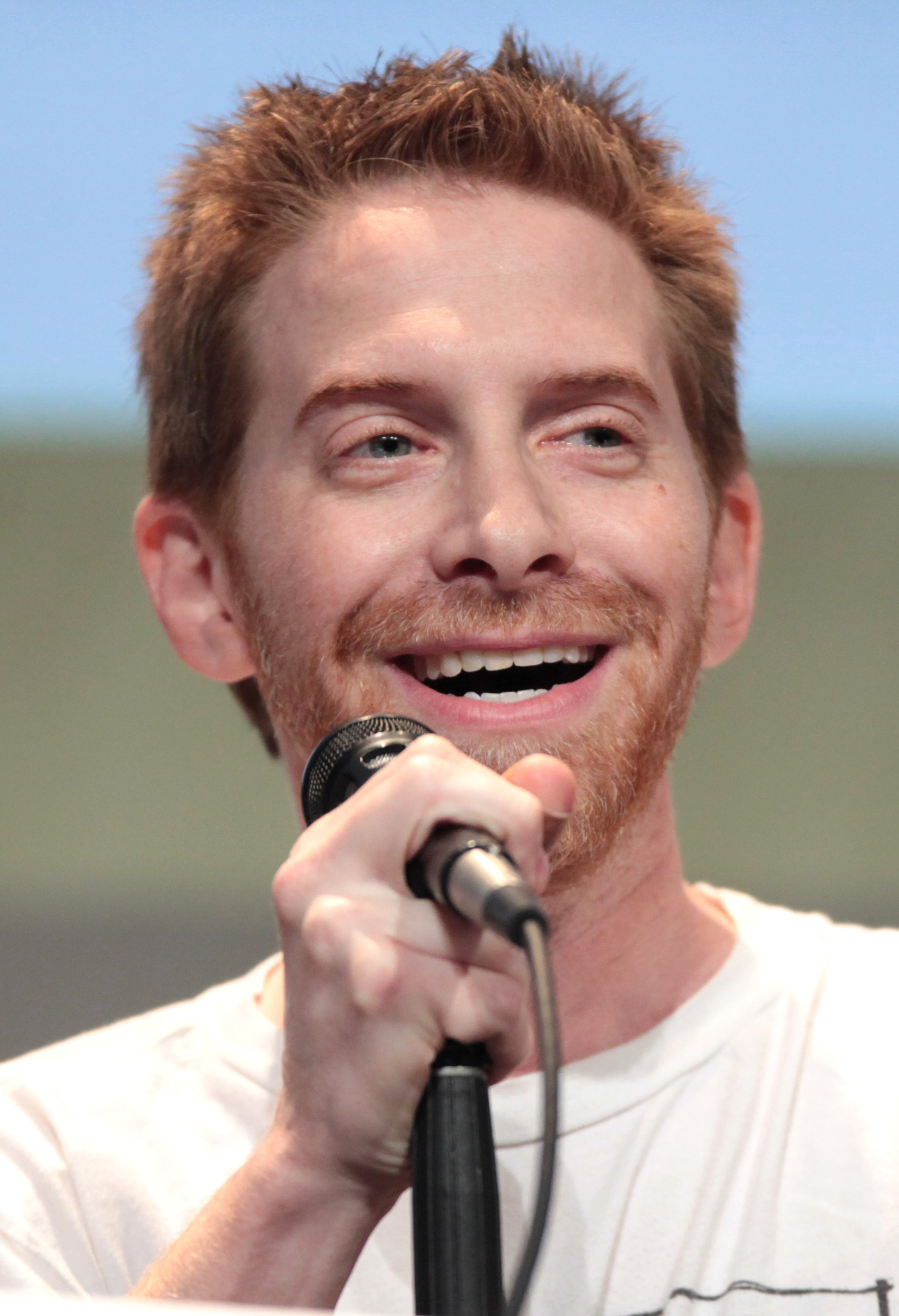
Seth Green (* 1974)

- Green, Sienna (* 2004), australische Wasserballspielerin
- Green, Sihugo (1933–1980), US-amerikanischer Basketballspieler
- Green, Simon R. (* 1955), englischer SF- und Fantasy-Autor
- Green, Stanley (1915–1993), britische menschliche Werbetafel
- Green, Steph (* 1979), amerikanisch-irische Drehbuchautorin und Filmregisseurin
- Green, Stephen (* 1948), britischer Bankmanager
- Green, Steven (* 1983), britischer Sprinter
- Green, Steven (1985–2014), US-amerikanischer KriegsverbrecherSteven Green (1985–2014)

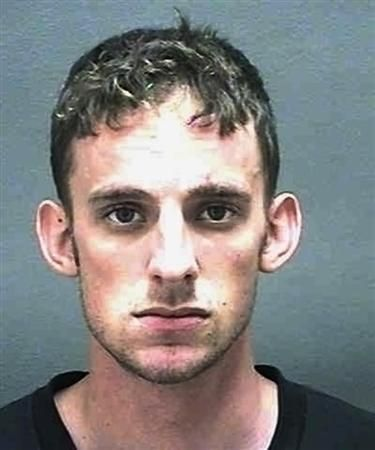
Steven Green (1985–2014)

##### Green, T
- Green, Ted (1940–2019), kanadischer Eishockeyspieler und -trainer
- Green, Theo, US-amerikanischer Filmkomponist und Tontechniker
- Green, Theodore F. (1867–1966), US-amerikanischer Politiker
- Green, Thomas (1770–1830), deutscher Kartograf
- Green, Thomas (* 1999), australischer Kanute
- Green, Thomas H. (1932–2009), US-amerikanischer Jesuit, Seelsorger und Hochschullehrer
- Green, Thomas Hill (1836–1882), englischer Philosoph und sozialliberaler Politiker
- Green, Thomas M. junior (1758–1813), US-amerikanischer Politiker
- Green, Thurman (1940–1997), US-amerikanischer Jazz-Posaunist und Komponist
- Green, Tim († 2014), US-amerikanischer Jazzmusiker (Tenorsaxophon, gelegentlich auch Sopran-, Bariton- und Basssaxophon)
- Green, Tom (* 1971), kanadischer Komiker, Schauspieler und FernsehmoderatorTom Green (* 1971)

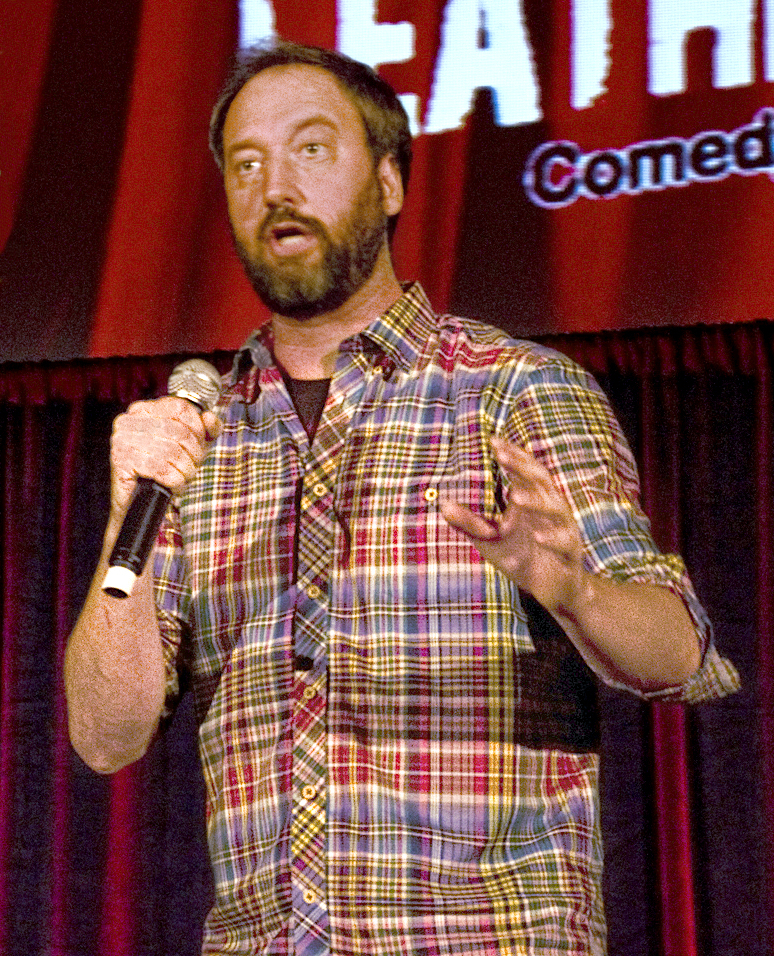
Tom Green (* 1971)

- Green, Tom (* 1991), australischer Schauspieler
- Green, Tommy (1894–1975), britischer Geher und Olympiasieger
- Green, Travis (* 1970), kanadischer Eishockeyspieler, -trainer und -funktionär

##### Green, U
- Green, Urbie (1926–2018), US-amerikanischer Jazzposaunist

##### Green, V
- Green, Valentine (1739–1813), britischer Mezzotintostecher, Zeichner und Verleger
- Green, Vera (1928–1982), US-amerikanische Anthropologin
- Green, Victor Hugo (1892–1960), afroamerikanischer Postangestellter und Reiseschriftsteller
- Green, Vivian (* 1979), US-amerikanische R&B-Sängerin

##### Green, W
- Green, Walon (* 1936), US-amerikanischer Drehbuchautor, Filmproduzent, Regisseur
- Green, Warren (1869–1945), US-amerikanischer Politiker
- Green, Wayne (1922–2013), US-amerikanischer Publizist
- Green, Wharton Jackson (1831–1910), US-amerikanischer Politiker
- Green, William (1873–1952), US-amerikanischer Gewerkschafter und Politiker
- Green, William J. (* 1938), US-amerikanischer Politiker
- Green, William J. junior (1910–1963), US-amerikanischer Politiker
- Green, William R. (1856–1947), US-amerikanischer Jurist und Politiker
- Green, Willie (* 1943), britischer Autorennfahrer
- Green, Willie (* 1981), US-amerikanischer Basketballspieler
- Green, Willis, US-amerikanischer Politiker

##### Green, Y
- Green, Yaniv (* 1980), israelischer Basketballspieler

##### Green, Z
- Green, Zane (* 1996), namibischer Cricketspieler

#### Green-

##### Green-B
- Green-Beckham, Dorial (* 1993), US-amerikanischer American-Football-Spieler

##### Green-E
- Green-Ellis, BenJarvus (* 1985), US-amerikanischer American-Football-Spieler

##### Green-H
- Green-Harris, José Tetteh Kofie, gambischer Politiker

#### Greena
- Greenard, Jonathan (* 1997), US-amerikanischer American-Football-Spieler
- Greenaway, Bob (1928–2004), englischer Fußballspieler
- Greenaway, Calvin (1948–2016), antiguanischer Leichtathlet
- Greenaway, Kate (1846–1901), britische Aquarellmalerin und Illustratorin von Kinderbüchern
- Greenaway, Peter (* 1942), britischer Experimentalkünstler und FilmemacherPeter Greenaway (* 1942)

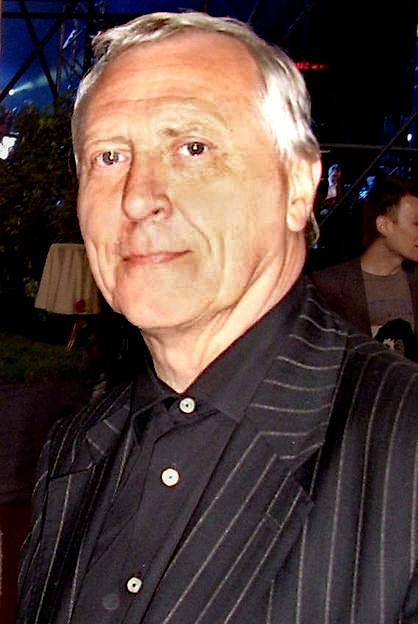
Peter Greenaway (* 1942)

- Greenaway, Roger (* 1938), englischer Songwriter

#### Greenb
- Greenbank, Luke (* 1997), britischer Schwimmer
- Greenbaum, Eli (* 1974), US-amerikanischer Herpetologe und Evolutionsbiologe
- Greenbaum, George (1889–1932), deutsch-amerikanischer Stummfilmkameramann mit Ausflügen zur Filmregie
- Greenbaum, Gus (1894–1958), US-amerikanischer Mobster und Assoziierter des Chicago Outfit
- Greenbaum, Jules (1867–1924), deutscher Filmproduzent und Pionier des deutschen Films
- Greenbaum, Marty (1934–2020), amerikanischer Maler und Bildhauer
- Greenbaum, Mutz (1896–1968), deutscher Kameramann
- Greenbaum, Norman (* 1942), US-amerikanischer Sänger und Songschreiber
- Greenberg, Adam (* 1937), US-amerikanischer Kameramann
- Greenberg, Brooke (1993–2013), US-amerikanische Frau mit seltener Entwicklungsstörung
- Greenberg, Bryan (* 1978), US-amerikanischer Schauspieler
- Greenberg, Chuck (1950–1995), US-amerikanischer Fusion-Musiker und Bandleader
- Greenberg, Clement (1909–1994), US-amerikanischer Kunstkritiker
- Greenberg, David F. (* 1942), US-amerikanischer Soziologe und Kriminologe
- Greenberg, Drew, US-amerikanischer Filmproduzent und Drehbuchautor
- Greenberg, Everett Peter (* 1948), US-amerikanischer Mikrobiologe an der University of Washington
- Greenberg, Gerald B. (1936–2017), US-amerikanischer Filmeditor
- Greenberg, Hank (1911–1986), US-amerikanischer Baseballspieler
- Greenberg, Jay (* 1991), amerikanischer Komponist
- Greenberg, Jill (* 1967), US-amerikanische Fotografin
- Greenberg, Joanne (* 1932), amerikanische Schriftstellerin
- Greenberg, Joseph (1915–2001), US-amerikanischer Linguist
- Greenberg, Joshua (* 1988), US-amerikanisch-israelischer Eishockeyspieler
- Greenberg, Leah (* 1987), US-amerikanische politische Aktivistin
- Greenberg, Leslie S. (* 1945), kanadischer Psychotherapieforscher und Psychotherapeut
- Greenberg, Martin (1941–2011), US-amerikanischer Anthologist
- Greenberg, Marvin Jay (1935–2017), US-amerikanischer Mathematiker
- Greenberg, Maurice (* 1925), US-amerikanischer Manager
- Greenberg, Michael (* 1952), US-amerikanischer Autor
- Greenberg, Michael E. (* 1954), US-amerikanischer Neurowissenschaftler
- Greenberg, Moshe (1928–2010), US-amerikanisch-israelischer jüdischer Religionswissenschaftler, Judaistiker, Autor und Hochschullehrer
- Greenberg, Oscar Wallace (* 1932), US-amerikanischer Physiker
- Greenberg, Ralph (* 1944), US-amerikanischer Mathematiker
- Greenberg, Richard (1958–2025), US-amerikanischer Dramatiker
- Greenberg, Rowland (1920–1994), norwegischer Jazzmusiker (Trompete) und Bahnradfahrer
- Greenberg, Stan (* 1945), US-amerikanischer Politikberater
- Greenberg, Stanley R. (1927–2002), US-amerikanischer Drehbuchautor
- Greenberg, Steven (* 1956), US-amerikanischer Rabbi und Autor
- Greenberg, Sylvia (* 1955), rumänisch-israelische Opernsängerin (Koloratursopran) und Professorin für Gesang
- Greenberger, Daniel (* 1933), US-amerikanischer Physiker
- Greenberry, Nicholas (1627–1697), englischer Kolonialgouverneur der Province of Maryland
- Greenblatt, Ariana (* 2007), US-amerikanische SchauspielerinAriana Greenblatt (* 2007)
- Greenblatt, C. H. (* 1972), US-amerikanischer Animator
- Greenblatt, Jason (* 1967), US-amerikanischer Jurist
- Greenblatt, Joel (* 1957), US-amerikanischer Unternehmer und Hochschullehrer
- Greenblatt, Jonathan (* 1970), US-amerikanischer Unternehmer, politischer Lobbyist und PropagandistJonathan Greenblatt (* 1970)

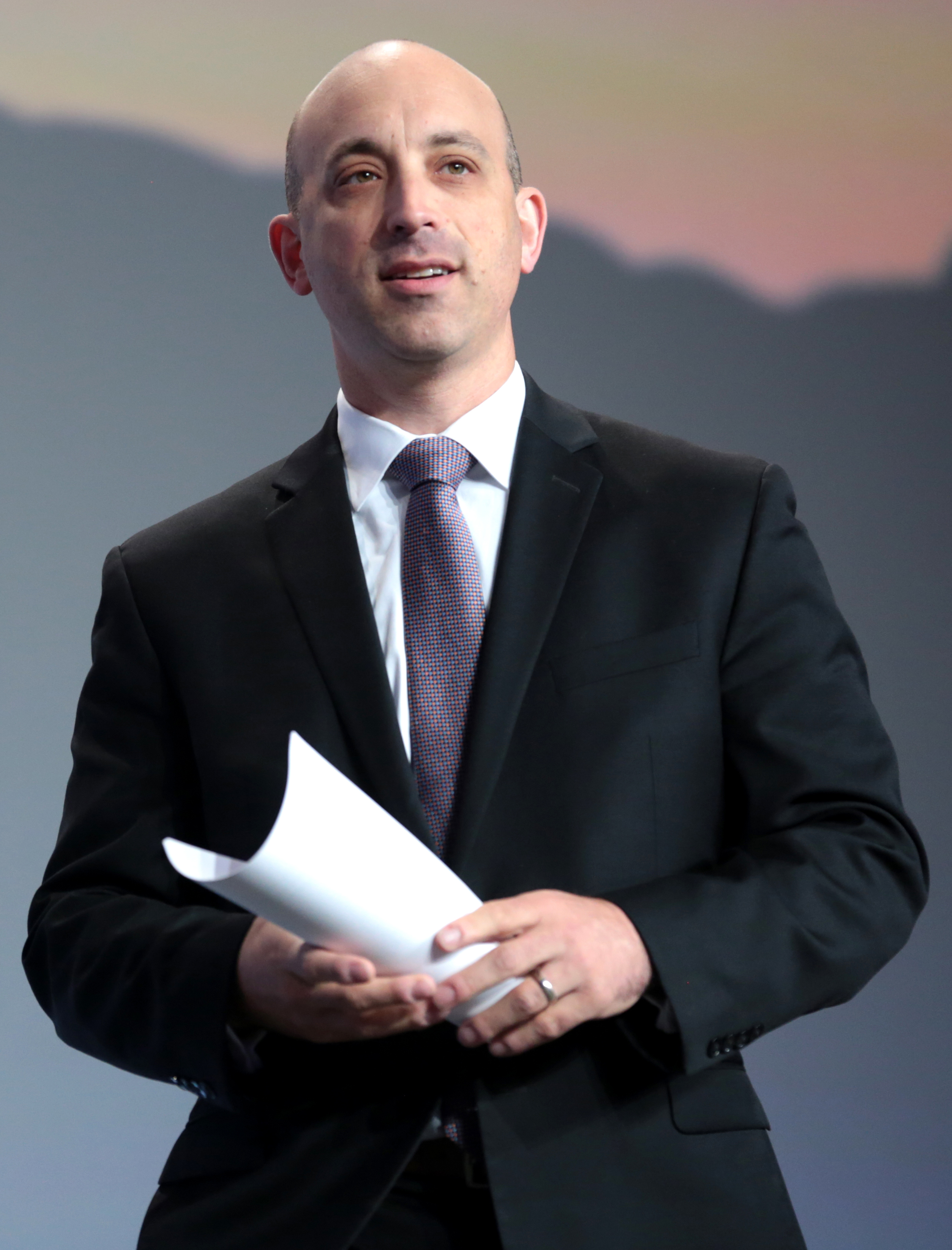
Jonathan Greenblatt (* 1970)

- Greenblatt, Richard (* 1944), amerikanischer Informatiker und Computerschachpionier
- Greenblatt, Stephen (* 1943), US-amerikanischer Literaturwissenschaftler
- Greenblatt, Tatum (* 1982), US-amerikanischer Jazzmusiker (Trompete, Komposition)
- Greenburg, Zack O’Malley (* 1985), US-amerikanischer Buchautor, Journalist und Kinderdarsteller
- Greenbury, Christopher (1951–2007), britischer Filmeditor
- Greenbush, Lindsay (* 1970), US-amerikanische Schauspielerin
- Greenbush, Sidney (* 1970), US-amerikanische Schauspielerin

#### Greene
- Greene, Al (* 1978), gibraltarischer Fußballspieler
- Greene, Alan (1911–2001), US-amerikanischer Wasserspringer
- Greene, Albert C. (1792–1863), US-amerikanischer Politiker
- Greene, Alice (1879–1956), englische Tennisspielerin, Silbermedaillengewinnerin bei den Olympischen Spielen 1908 in London
- Greene, Andy (* 1982), US-amerikanischer Eishockeyspieler
- Greene, Anne (1628–1659), englisches Dienstmädchen, überlebte Erhängen
- Greene, Ashley (* 1987), US-amerikanische Schauspielerin und FotomodellAshley Greene (* 1987)

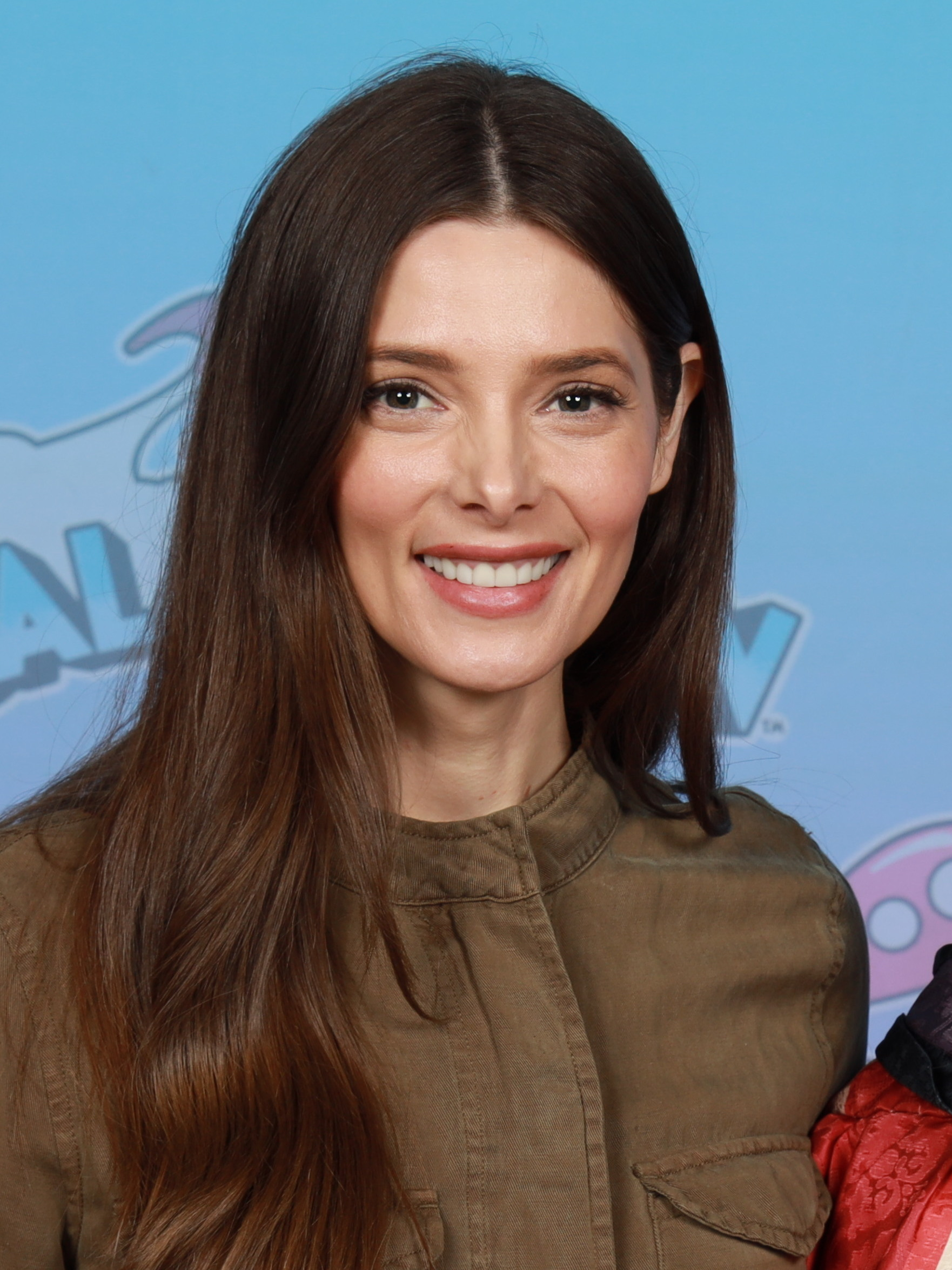
Ashley Greene (* 1987)

- Greene, Belle da Costa (1883–1950), US-amerikanische Bibliothekarin
- Greene, Benjamin Daniel (1793–1862), US-amerikanischer Arzt, Naturalist und Botaniker
- Greene, Beverly Lorraine (1915–1957), US-amerikanische Architektin
- Greene, Bob (1922–2013), US-amerikanischer Jazzmusiker und Autor
- Greene, Brendan, irischer Game-Designer und DJ
- Greene, Brian (* 1963), US-amerikanischer Physiker
- Greene, Brian (* 1981), US-amerikanischer Basketballspieler

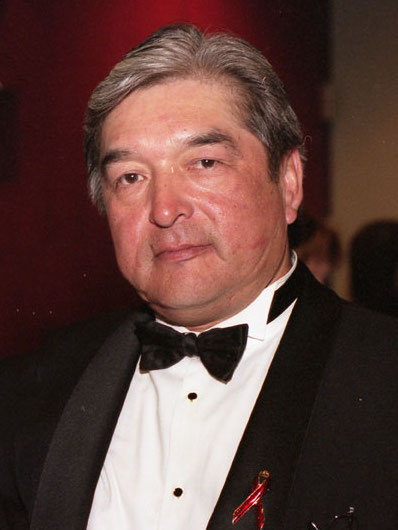
Graham Greene (* 1952)

- Greene, Buddy (* 1953), US-amerikanischer Mundharmonikaspieler, Gitarrist und Singer-Songwriter
- Greene, Burton (1937–2021), US-amerikanischer Jazzpianist
- Greene, Caia Aarup (1868–1928), dänische Pianistin und Komponistin
- Greene, Catharine Littlefield (1755–1814), Miterfinderin und Geldgeberin der Cotton Gin
- Greene, Cejhae (* 1995), antiguanischer Leichtathlet
- Greene, Charles (1945–2022), US-amerikanischer Sprinter und Olympiasieger
- Greene, Charles Ezra (1842–1903), US-amerikanischer Bauingenieur und Hochschullehrer
- Greene, Chris H. (* 1954), US-amerikanischer Physiker
- Greene, Clarence (1913–1995), US-amerikanischer Drehbuchautor und Filmproduzent
- Greene, Clarence Horton (1894–1961), US-amerikanischer Old-Time-Musiker
- Greene, Clay M. (1850–1933), US-amerikanischer Dramatiker, Librettist, Lyriker und Journalist
- Greene, Danford B. (1928–2015), US-amerikanischer Filmeditor
- Greene, Daniel (1850–1911), kanadischer Politiker und Premierminister der Kronkolonie Neufundland
- Greene, Danny (1933–1977), irisch-amerikanischer Mobster
- Greene, David (1921–2003), britischer Filmregisseur, Drehbuchautor, Produzent und Schauspieler
- Greene, David (* 1986), britischer Hürdenläufer und Sprinter
- Greene, Demond (* 1979), deutscher Basketballspieler
- Greene, Diane (* 1955), US-amerikanische Informatikerin und Unternehmerin
- Greene, Donta’, US-amerikanischer American-Football-Spieler und Arena-Football-Spieler und Canadian-Football-Spieler
- Greene, Donté (* 1988), US-amerikanischer Basketballspieler
- Greene, Edward Lee (1843–1915), US-amerikanischer Botaniker
- Greene, Ellen (* 1951), US-amerikanische Sängerin und SchauspielerinEllen Greene (* 1951)

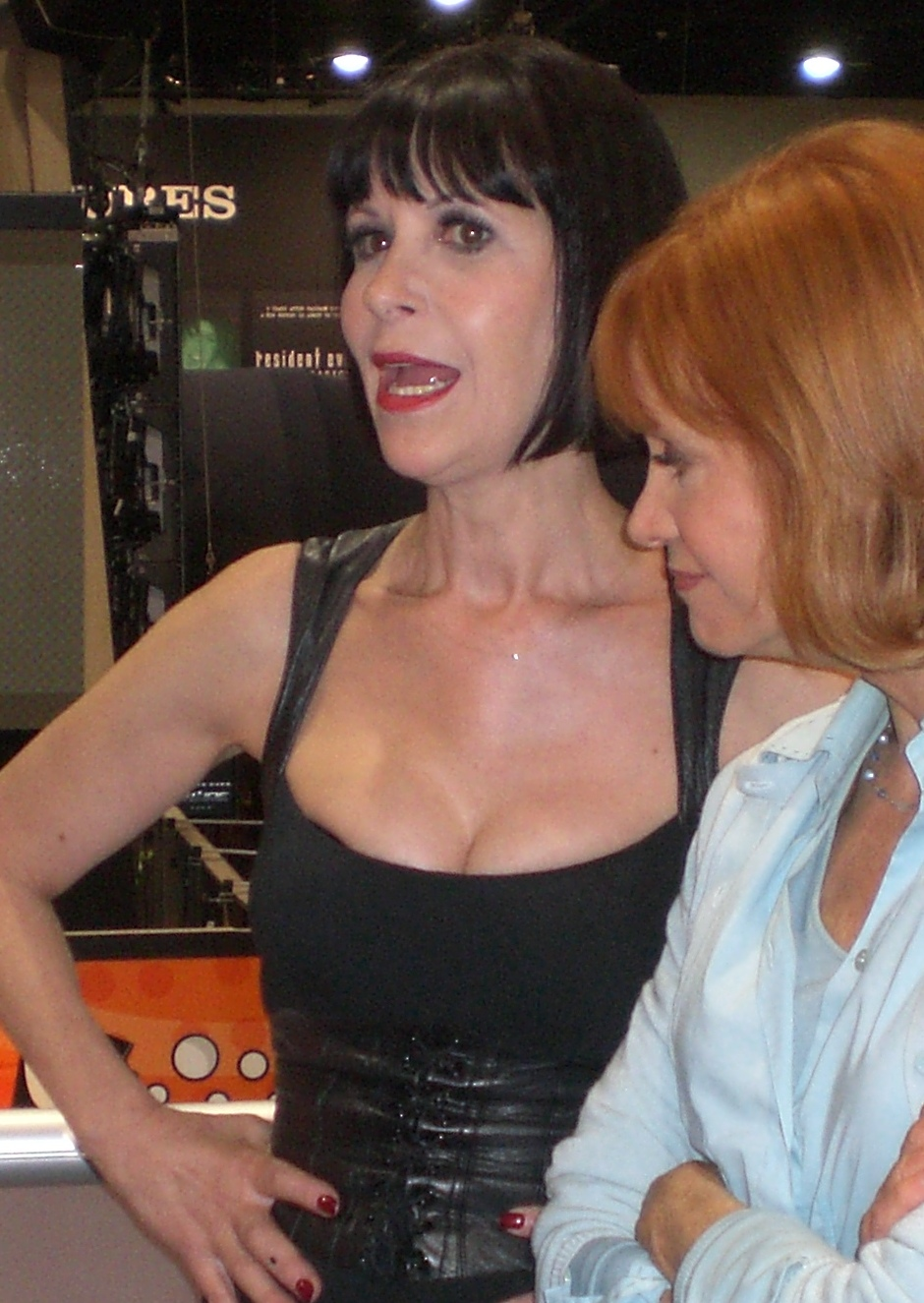
Ellen Greene (* 1951)

- Greene, Enid (* 1958), US-amerikanische Politikerin
- Greene, Evarts Boutell (1870–1947), US-amerikanischer Historiker
- Greene, Francis Vinton (1850–1921), US-amerikanischer Offizier und Militärschriftsteller
- Greene, Frank L. (1870–1930), US-amerikanischer Politiker (Republikanische Partei)
- Greene, Geoffrey L., US-amerikanischer Physiker
- Greene, George English (1943–2022), amerikanischer Jazz- und Bluesmusiker
- Greene, George S. (1801–1899), US-amerikanischer Brigadegeneral im Sezessionskrieg
- Greene, George Washington (1811–1883), US-amerikanischer Historiker
- Greene, George Woodward (1831–1895), US-amerikanischer Politiker
- Greene, Gerard (* 1973), nordirischer Snookerspieler
- Greene, Grace Bashara (1928–2004), US-amerikanische Outsider-Art-Künstlerin
- Greene, Graham (1904–1991), britischer Schriftsteller
- Greene, Graham (* 1952), kanadischer Schauspieler und Oneida-IndianerGraham Greene (* 1952)
- Greene, Harlan (* 1953), US-amerikanischer Schriftsteller und Archivar
- Greene, Harold J. (1959–2014), US-amerikanischer General
- Greene, Hilliard (* 1958), US-amerikanischer Bassist (Kontrabass, Bassgitarre) des Modern Creative und der improvisierten Musik und Musikpädagoge
- Greene, Hugh (1910–1987), britischer Journalist und Rundfunkintendant
- Greene, Jack (1930–2013), US-amerikanischer Country-Musiker und -SängerJack Greene (1930–2013)

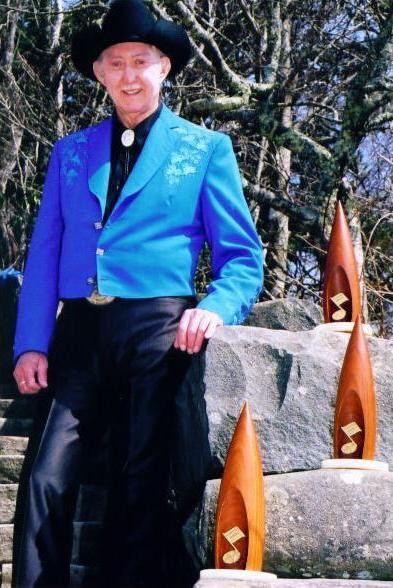
Jack Greene (1930–2013)

- Greene, James (1876–1962), US-amerikanischer Schwimmer
- Greene, James (* 1931), britischer Schauspieler
- Greene, Jimmy (* 1975), US-amerikanischer Jazz-Saxophonist
- Greene, Joe (* 1946), US-amerikanischer American-Football-Spieler, -Trainer und -Funktionär
- Greene, Joe (* 1967), US-amerikanischer Weitspringer
- Greene, John (1928–2007), US-amerikanischer theoretischer Physiker und angewandter Mathematiker
- Greene, John Beasley (1832–1856), Archäologe und Fotograf
- Greene, John C. (1917–2008), US-amerikanischer Wissenschaftshistoriker
- Greene, John James (1920–1978), kanadischer Politiker
- Greene, John junior (1620–1708), britischer Politiker und Offizier
- Greene, Kai (* 1975), US-amerikanischer Bodybuilder
- Greene, Keith (1938–2021), britischer Rennfahrer
- Greene, Kellie (1934–2009), US-amerikanische Jazz-Pianistin, Arrangeurin und Komponistin
- Greene, Kennice (* 2007), vincentische Schwimmerin
- Greene, Kevin (1962–2020), US-amerikanischer American-Football-Spieler, -Trainer und Wrestler
- Greene, Laura (* 1952), US-amerikanische Physikerin
- Greene, Leonard (* 1980), deutscher American-Football-Spieler
- Greene, Liz (* 1946), US-amerikanische Astrologin, Psychologin und Autorin
- Greene, Lizzy (* 2003), US-amerikanische Schauspielerin
- Greene, Lorne (1915–1987), kanadischer SchauspielerLorne Greene (1915–1987)

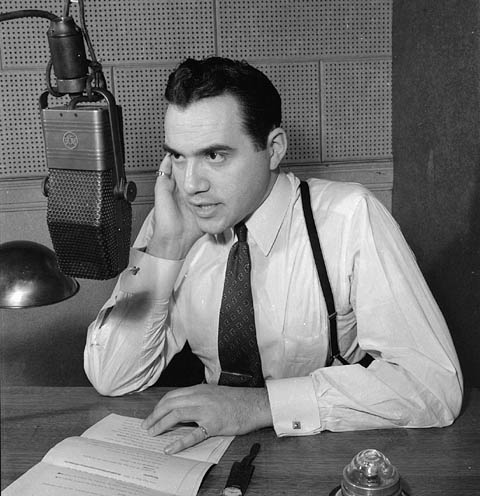
Lorne Greene (1915–1987)

- Greene, Mary Shepard (1869–1958), US-amerikanische Genremalerin, Illustratorin und Juwelendesignerin
- Greene, Matt (* 1983), US-amerikanischer Eishockeyspieler und -scout
- Greene, Maurice (1696–1755), englischer Komponist und Organist
- Greene, Maurice (* 1974), US-amerikanischer Leichtathlet
- Greene, Michael (1933–2020), US-amerikanischer Schauspieler
- Greene, Michele (* 1962), US-amerikanische Schauspielerin, Sängerin und Autorin
- Greene, Milton (1922–1985), US-amerikanischer Fotograf
- Greene, Mort (1912–1992), US-amerikanischer Liedtexter, Autor, Filmproduzent und Filmkomponist
- Greene, Mott (* 1945), US-amerikanischer Wissenschaftshistoriker
- Greene, Nancy (* 1943), kanadische Skirennläuferin
- Greene, Nathanael (1742–1786), amerikanischer General
- Greene, Paul Chet (* 1964), antiguanischer Politiker und Fußballfunktionär
- Greene, Peter (* 1965), US-amerikanischer Schauspieler
- Greene, Ray (1765–1849), britisch-amerikanischer Politiker der Föderalistischen Partei
- Greene, Richard (1918–1985), britischer Schauspieler
- Greene, Richard (* 1942), US-amerikanischer Folk- und Rockmusiker (Geige)
- Greene, Robert (1558–1592), englischer Schriftsteller
- Greene, Robert (* 1959), US-amerikanischer SchriftstellerRobert Greene (* 1959)

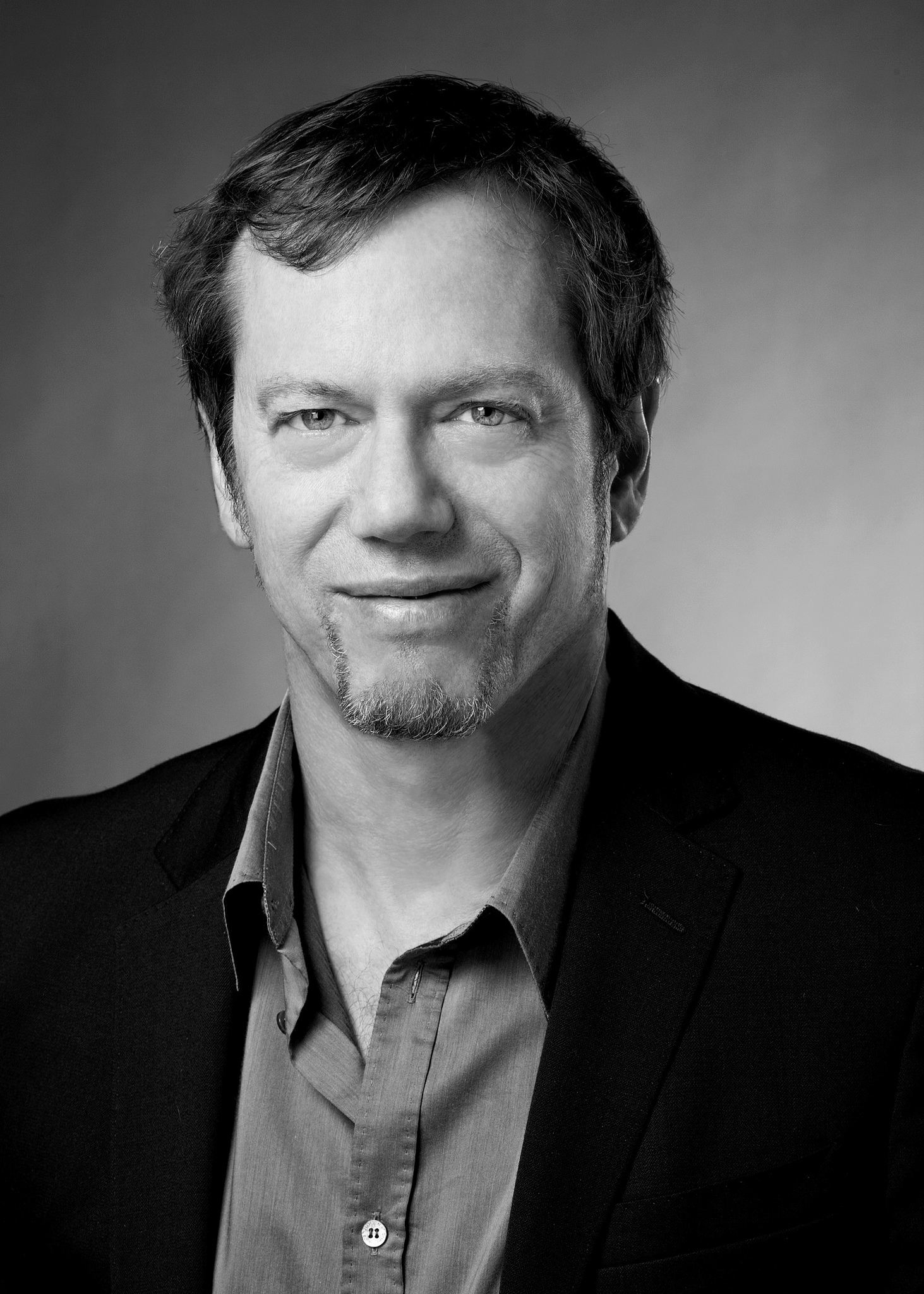
Robert Greene (* 1959)

- Greene, Robert Joseph (* 1973), kanadischer Autor
- Greene, Roscoe (1796–1840), US-amerikanischer Erzieher, Publizist und Politiker
- Greene, Sandra Elaine (* 1954), US-amerikanische Historikerin
- Greene, Sarah, irische Schauspielerin
- Greene, Sebastian (* 1984), deutsch-US-amerikanischer Basketballspieler
- Greene, Serginho (* 1982), niederländischer Fußballspieler
- Greene, Shonn (* 1985), US-amerikanischer Footballspieler
- Greene, Sid (1906–1972), US-amerikanischer Comiczeichner
- Greene, Sidney, Baron Greene of Harrow Weald (1910–2004), britischer Gewerkschaftsfunktionär
- Greene, Sparky (* 1948), US-amerikanischer Filmproduzent, Filmregisseur, Autor und Produktionsleiter
- Greene, Susaye (* 1949), US-amerikanische Soulsängerin und Songschreiberin
- Greene, Ted (1946–2005), US-amerikanischer Jazzgitarrist und Pädagoge
- Greene, Thomas (1610–1652), englischer Kolonialgouverneur der Province of Maryland
- Greene, Tyler (* 1983), US-amerikanischer Baseballspieler
- Greene, Viviane (1918–1994), US-amerikanische Jazzmusikerin
- Greene, W. Howard (1895–1956), US-amerikanischer Kameramann
- Greene, Wallace M. junior (1907–2003), US-amerikanischer Militär, General und 23. Commandant des United States Marine Corps
- Greene, Walter (1910–1983), US-amerikanischer Film- und Fernsehkomponist
- Greene, Wilfred, 1. Baron Greene (1883–1952), britischer Jurist
- Greene, William (1695–1758), britischer Politiker
- Greene, William (1731–1809), US-amerikanischer Politiker
- Greene, William (1797–1883), US-amerikanischer Politiker
- Greene, William Chase (1890–1978), US-amerikanischer Klassischer Philologe
- Greene, William Conyngham (1854–1934), britischer Botschafter
- Greene, William Laury (1849–1899), US-amerikanischer Politiker
- Greene, William S. (1841–1924), US-amerikanischer Politiker
- Greenebaum, Henry (1833–1914), US-amerikanischer Unternehmer
- Greener, Ron (1934–2015), englischer Fußballspieler
- Greenert, Jonathan W. (* 1953), US-amerikanischer Militär, Admiral der United States Navy
- Greenewalt, Crawford H. (1902–1993), US-amerikanischer Chemiker, Industriemanager, Tierfotograf und Hobby-Ornithologe
- Greeney, Harold F. (* 1972), US-amerikanischer Biologe

#### Greenf
- Greenfeld, Alon (* 1964), israelischer Schachgroßmeister
- Greenfeld, Josh (1928–2018), US-amerikanischer Buch- und Drehbuchautor
- Greenfeld, Tzvia (* 1945), israelische Politikerin
- Greenfield, Dave (1949–2020), britischer Musiker
- Greenfield, David W. (* 1940), US-amerikanischer Ichthyologe, Meeresbiologe, Ökologe, Zoogeograph und Hochschullehrer
- Greenfield, Douglas, US-amerikanischer Ingenieur
- Greenfield, Hana (1926–2014), israelische Schriftstellerin, Verlegerin und Überlebende des Holocaust
- Greenfield, Hayes (* 1957), US-amerikanischer Jazzmusiker und Arrangeur
- Greenfield, Herbert (1869–1949), kanadischer Politiker
- Greenfield, Howard (1936–1986), US-amerikanischer Textdichter und Songwriter
- Greenfield, Ian (* 1930), schottischer Radrennfahrer
- Greenfield, Jerry (* 1951), US-amerikanischer Unternehmer
- Greenfield, Lauren (* 1966), US-amerikanische Künstlerin, Dokumentarfotografin und Dokumentarfilmerin
- Greenfield, Luke (* 1972), US-amerikanischer Filmregisseur und Filmproduzent
- Greenfield, Martin (1928–2024), US-amerikanischer Herren-Schneidermeister
- Greenfield, Max (* 1979), US-amerikanischer SchauspielerMax Greenfield (* 1979)

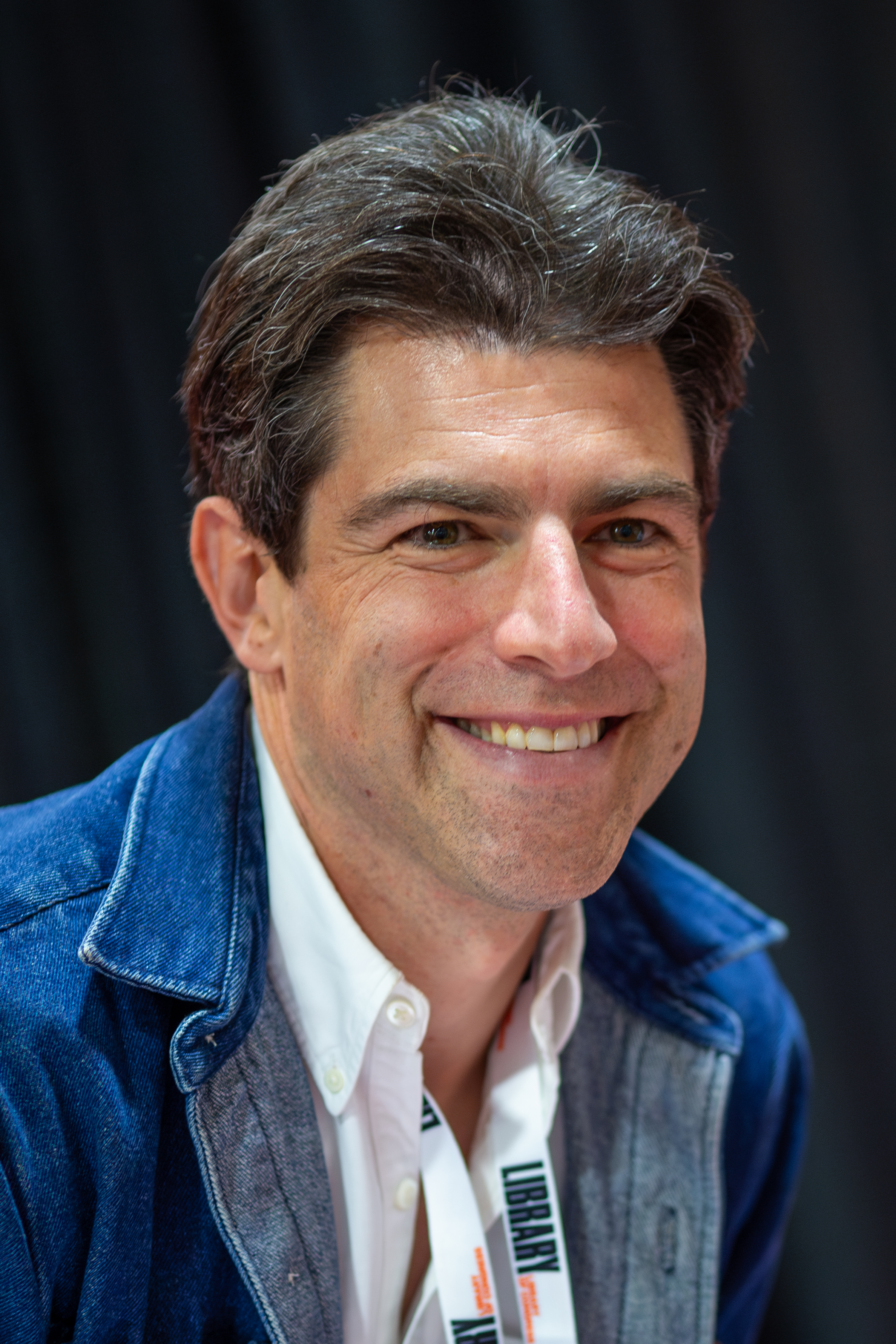
Max Greenfield (* 1979)

- Greenfield, Meg (1930–1999), amerikanische Journalistin
- Greenfield, Murray (1926–2024), israelischer Schriftsteller und Verleger
- Greenfield, Susan (* 1950), britische Neurowissenschaftlerin
- Greenfield-Sanders, Timothy (* 1952), US-amerikanischer Fotograf und Dokumentarfilmer
- Greenfort, Rikard (1923–2013), dänischer Langstreckenläufer
- Greenfort, Tue (* 1973), dänischer Installationskünstlerin und Bildhauer

#### Greeng
- Greengard, Leslie (* 1958), US-amerikanischer Mathematiker
- Greengard, Paul (1925–2019), US-amerikanischer Biochemiker, Nobelpreisträger für Medizin
- Greenglass, David (1922–2014), US-amerikanischer AtomspionDavid Greenglass (1922–2014)

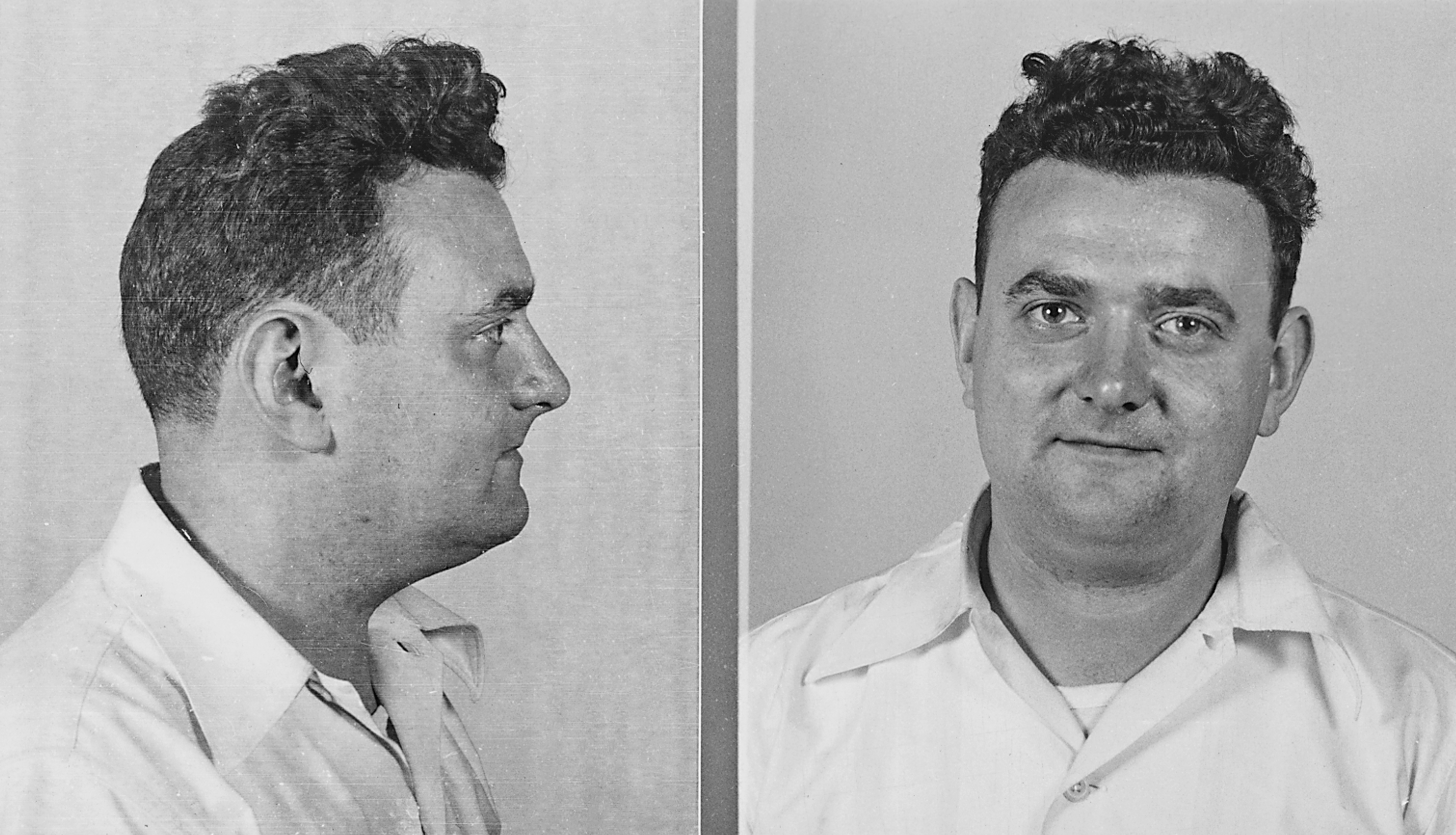
David Greenglass (1922–2014)

- Greengrass, Jessie (* 1982), britische Schriftstellerin
- Greengrass, Paul (* 1955), britischer Regisseur und Autor
- Greengross, Sally Greengross, Baroness (1935–2022), britische Sozialwissenschaftlerin, Hochschullehrerin und Politikerin

#### Greenh
- Greenhalge, Frederic T. (1842–1896), US-amerikanischer Politiker
- Greenhalgh, Howard (* 1963), britischer Filmregisseur für Musikvideos und Werbefilme
- Greenhalgh, Matt, englischer Drehbuchautor
- Greenhalgh, Peter (1944–2020), britischer Radrennfahrer
- Greenhalgh, Shaun (* 1960), britischer Maler, Bildhauer und Kunstfälscher
- Greenhalgh, Stewart (* 1950), australischer Geophysiker
- Greenhalgh, Tobias, US-amerikanischer Opernsänger (Bariton)
- Greenham, Chris (1923–1989), britischer Toningenieur und Spezialeffektkünstler
- Greenham, Grant (1954–2018), australischer Bogenschütze
- Greenham, Lily (1924–2001), österreichisch-britische Op-Art-Künstlerin, Performerin, Komponistin und Vertreterin von Klangpoesie und Konkreter Poesie
- Greenham, Peter (1926–2009), britischer Musiker und Vertreter der Konkreten Poesie
- Greenhill, Alfred George (1847–1927), britischer Mathematiker
- Greenhill, Denis, Baron Greenhill of Harrow (1913–2000), britischer Diplomat
- Greenhill, Kelly (* 1970), US-amerikanische Politikwissenschaftlerin und Autorin
- Greenhoff, Brian (1953–2013), englischer Fußballspieler
- Greenhoff, Jimmy (* 1946), englischer Fußballspieler und -trainer
- Greenhough-Smith, Dorothy (1882–1965), britische Eiskunstläuferin
- Greenhouse, Bernard (1916–2011), US-amerikanischer Cellist und Musikpädagoge
- Greenhut, Barry, US-amerikanischer Komponist
- Greenhut, Robert (* 1941), US-amerikanischer Filmproduzent

#### Greeni
- Greenidge, Gordon (* 1951), barbadischer Cricketspieler
- Greenidge, Robert (* 1950), trinidadischer Komponist, Arrangeur und Musiker
- Greening, Colin (* 1986), kanadischer Eishockeyspieler
- Greening, Jonathan (* 1979), englischer Fußballspieler
- Greening, Justine (* 1969), britische Politikerin, Mitglied des House of Commons
- Greenish, Lucy (1888–1976), neuseeländische Architektin

#### Greenl
- Greenland, Colin (* 1954), britischer Science-Fiction-Autor
- Greenland, Laurie (* 1997), britischer Mountainbiker
- Greenlaw, Linda (* 1960), US-amerikanische Autorin und Hochseefischerin
- Greenleaf, Diunna (* 1957), US-amerikanische Bluessängerin und Songwriterin
- Greenleaf, Halbert S. (1827–1906), US-amerikanischer Politiker
- Greenleaf, Stephen (* 1942), US-amerikanischer Jurist und Schriftsteller
- Greenlee, Charles (1927–1993), US-amerikanischer Jazzmusiker und Komponist
- Greenlees, John (* 1959), britischer Mathematiker
- Greenlees, Robert (1820–1894), schottischer Künstler und Kunstpädagoge
- Greenlief, Francis S. (1921–1999), US-amerikanischer Offizier, Generalmajor der US Army
- Greenlief, Phillip (* 1959), US-amerikanischer Jazzsaxophonist
- Greenlund, W. A. (1873–1935), US-amerikanischer Politiker
- Greenly, Henry (1876–1947), britischer Ingenieur
- Greenly, William L. (1813–1883), US-amerikanischer Politiker

#### Greenm
- Greenman, Alvin (1930–2016), US-amerikanischer Schauspieler
- Greenman, Edward W. (1840–1908), US-amerikanischer Politiker
- Greenman, Jesse More (1867–1951), US-amerikanischer Botaniker

#### Greeno
- Greenough, Gail (* 1960), kanadische Springreiterin
- Greenough, George Bellas (1778–1855), englischer Geologe
- Greenough, Horatio (1805–1852), amerikanischer Bildhauer
- Greenough, Horatio S. (1845–1916), US-amerikanischer Zoologe, Erfinder
- Greenough, William (* 1932), US-amerikanischer Mediziner

#### Greenq
- Greenquist, Brad (* 1959), US-amerikanischer Schauspieler

#### Greens
- Greenslade, Dave (* 1943), britischer KeyboarderDave Greenslade (* 1943)

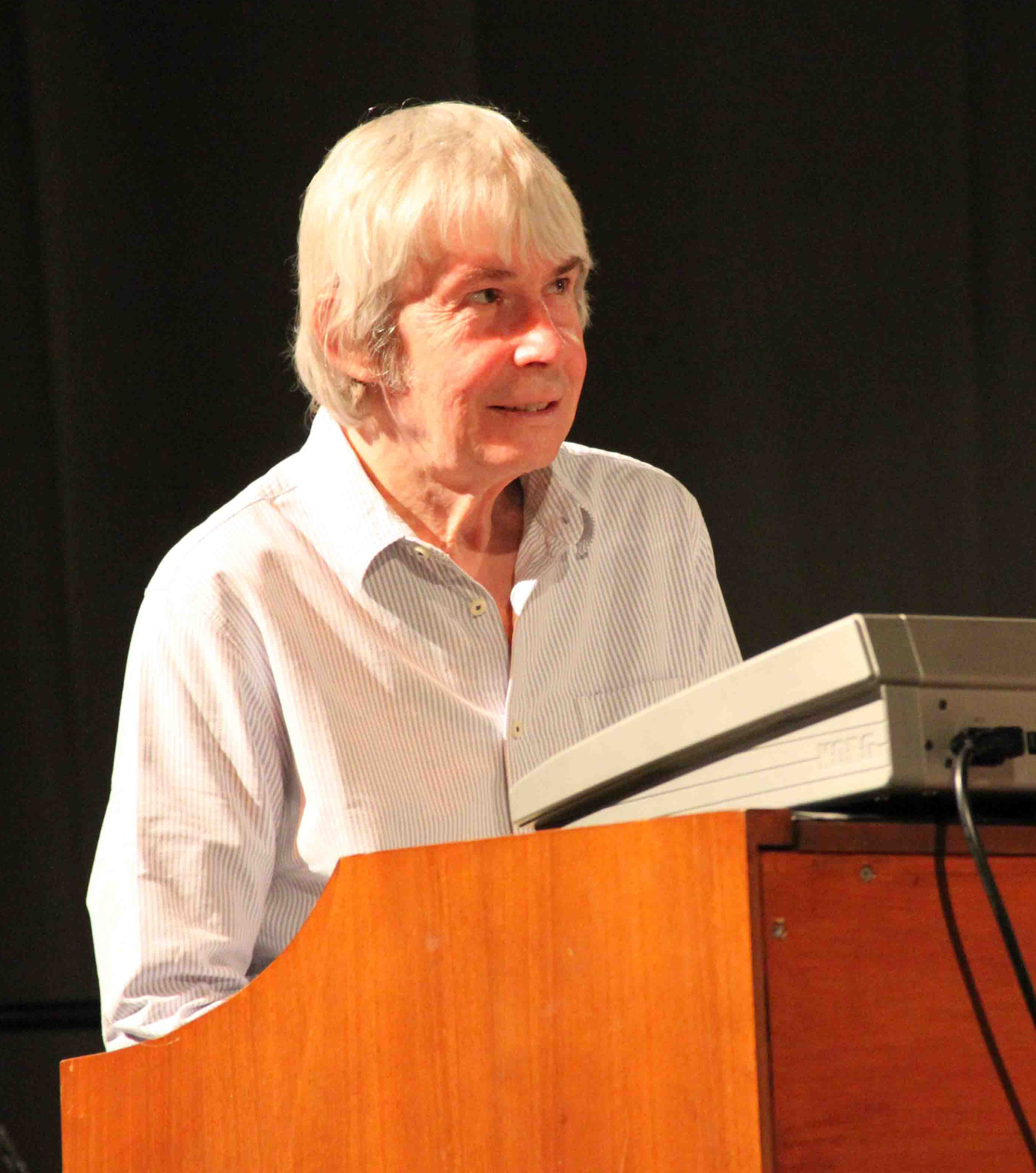
Dave Greenslade (* 1943)

- Greenslade, Ella (* 1997), neuseeländische Ruderin
- Greensmith, Adrian (* 2002), US-amerikanischer Schauspieler
- Greensmith, Gus (* 1996), britischer Rallyefahrer
- Greenson, Hildegard (1913–2013), US-amerikanische Malerin
- Greenson, Ralph R. (1911–1979), amerikanischer Psychiater und Psychoanalytiker
- Greenspan, Alan (* 1926), US-amerikanischer Wirtschaftswissenschaftler und Vorsitzender der US-NotenbankAlan Greenspan (* 1926)

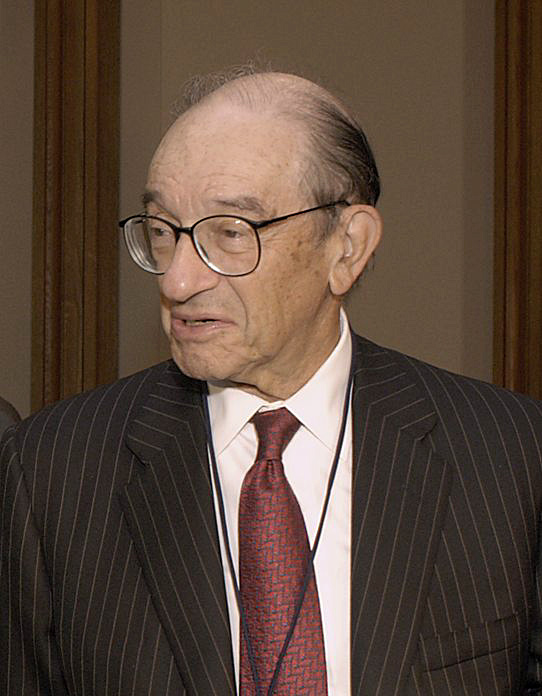
Alan Greenspan (* 1926)

- Greenspan, Bud (1926–2010), US-amerikanischer Dokumentarfilmer
- Greenstein, Barry (* 1954), US-amerikanischer Pokerspieler und Autor
- Greenstein, Fred (1930–2018), US-amerikanischer Politikwissenschaftler
- Greenstein, Jesse Leonard (1909–2002), US-amerikanischer Astronom
- Greenstock, Jeremy (* 1943), britischer Diplomat und Regierungsbeamter, Ständiger Vertreter bei den Vereinten Nationen, Unternehmensberater
- Greenstreet, Lionel (1889–1979), britischer Marineoffizier und Polarforscher
- Greenstreet, Sydney (1879–1954), britischer Schauspieler

#### Greent
- Greentea Peng (* 1994), englische Pop- und R&B-Musikerin
- Greentree, Kyle (* 1983), kanadischer Eishockeyspieler

#### Greenu
- Greenup, Christopher (1750–1818), US-amerikanischer Politiker

#### Greenw
- Greenwald, Anthony (* 1939), US-amerikanischer Sozialpsychologe und Hochschullehrer
- Greenwald, Glenn (* 1967), US-amerikanischer Journalist, Blogger, Schriftsteller und Rechtsanwalt
- Greenwald, Iva S. (* 1956), US-amerikanische Genetikerin
- Greenwald, Ken (* 1935), US-amerikanischer Filmproduzent, Filmregisseur und Filmschauspieler
- Greenwald, Mark (* 1968), US-amerikanischer Eisschnellläufer
- Greenwald, Robert (* 1945), US-amerikanischer Filmproduzent und Regisseur
- Greenwalt, David (* 1946), US-amerikanischer Drehbuchautor, Regisseur und Produzent
- Greenway, Ambrose, 4. Baron Greenway (* 1941), britischer Marinefotograf und Logistikberater
- Greenway, Barney (* 1969), britischer Metal-SängerBarney Greenway (* 1969)

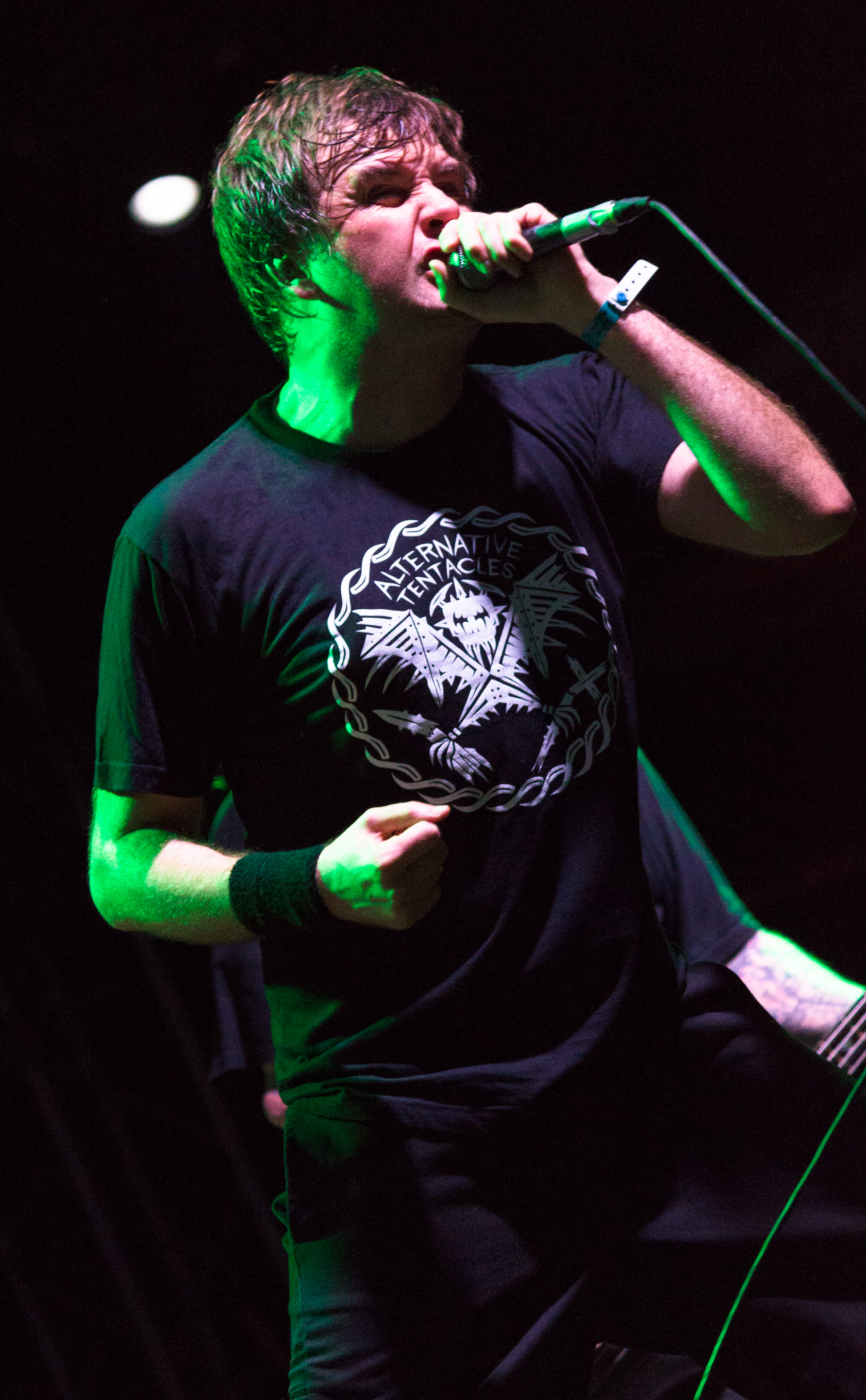
Barney Greenway (* 1969)

- Greenway, Charles, 3. Baron Greenway (1917–1975), britischer Peer und Politiker
- Greenway, Francis (1777–1837), Architekt in der Kolonialzeit Australiens
- Greenway, Isabella (1886–1953), US-amerikanische Politikerin
- Greenway, James Cowan (1903–1989), US-amerikanischer Ornithologe und Museumskurator
- Greenway, Jordan (* 1997), US-amerikanischer Eishockeyspieler
- Greenway, Thomas (1838–1908), kanadischer Politiker
- Greenwell, Dora (1821–1882), britische Dichterin
- Greenwell, Emma (* 1989), US-amerikanische Schauspielerin
- Greenwell, Jack (1884–1942), englischer Fußballspieler und -trainer
- Greenwell, Peter (1929–2006), britischer Komponist, Arrangeur und Pianist
- Greenwich, Ellie (1940–2009), US-amerikanische Sängerin, Songwriterin und Musikproduzentin
- Greenwich, Sonny (* 1936), kanadischer Jazz-Gitarrist
- Greenwood Ames, Grace (1905–1979), US-amerikanische Malerin
- Greenwood, Alex (* 1993), englische Fußballspielerin
- Greenwood, Alfred B. (1811–1889), US-amerikanischer Politiker
- Greenwood, Anthony, Baron Greenwood of Rossendale (1911–1982), britischer Politiker, Mitglied des House of Commons
- Greenwood, Arthur (1880–1954), britischer Politiker (Labour Party), Mitglied des House of Commons
- Greenwood, Arthur H. (1880–1963), US-amerikanischer Politiker
- Greenwood, Ben (* 1984), britischer Radrennfahrer
- Greenwood, Bruce (* 1956), kanadischer SchauspielerBruce Greenwood (* 1956)

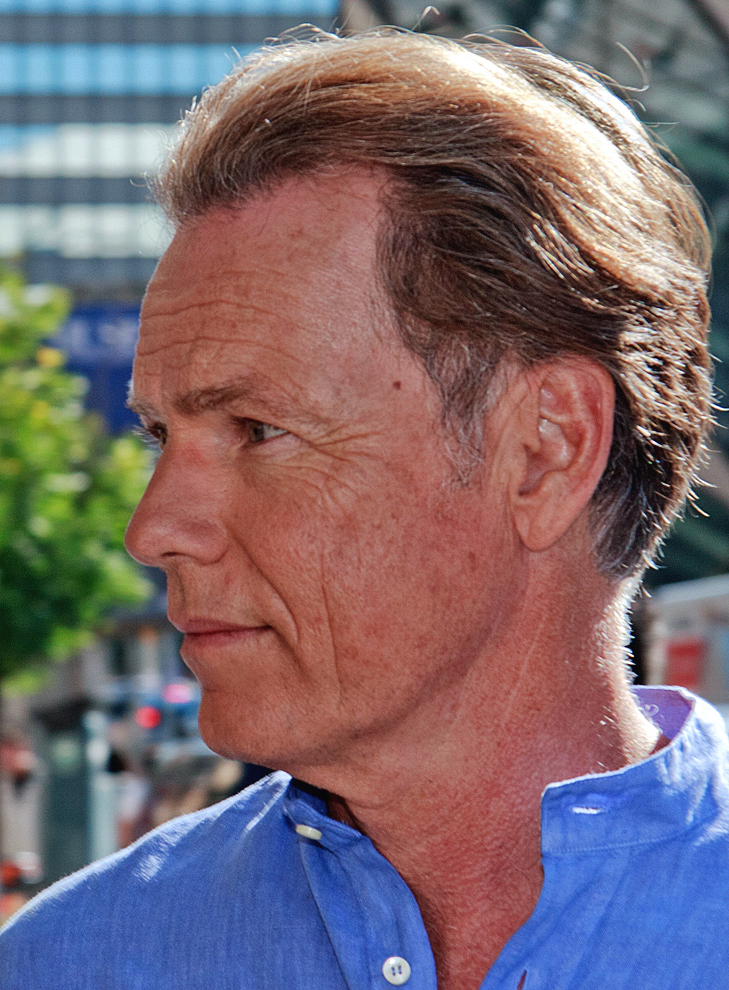
Bruce Greenwood (* 1956)

- Greenwood, Charlotte (1890–1977), US-amerikanische Schauspielerin und Tänzerin
- Greenwood, Chester (1858–1937), US-amerikanischer Erfinder
- Greenwood, Christopher (* 1955), britischer Rechtswissenschaftler und Richter am Internationalen Gerichtshof in Den Haag
- Greenwood, Colin (* 1969), britischer Musiker
- Greenwood, Don (1921–1983), US-amerikanischer American-Football-Spieler und -Trainer
- Greenwood, Don junior (1928–1990), US-amerikanischer Innenrequisiteur
- Greenwood, Ed (* 1959), kanadischer Schriftsteller und Spieleautor
- Greenwood, Ellen Sarah (1837–1917), Lehrerin, sozial engagierte Frau und Präsidentin verschiedener von ihr mitgegründeter Organisationen
- Greenwood, Emily (* 1976), britische Althistorikerin
- Greenwood, Ernest (1884–1955), US-amerikanischer Politiker
- Greenwood, George (1850–1928), englischer Politiker, Mitglied des House of Commons, Shakespeare-Forscher, Rechtsanwalt
- Greenwood, Hamar, 1. Viscount Greenwood (1870–1948), britischer Politiker, Unterhausabgeordneter und Peer
- Greenwood, Heather, US-amerikanische Schwimmerin
- Greenwood, James C. (* 1951), US-amerikanischer Politiker
- Greenwood, Jeff (* 1975), US-amerikanischer Snowboarder
- Greenwood, Joan (1921–1987), britische Schauspielerin
- Greenwood, John (1556–1593), englischer Puritaner und Separatist
- Greenwood, John (1889–1975), britischer Komponist und Filmkomponist
- Greenwood, John (1945–2015), US-amerikanischer Autorennfahrer
- Greenwood, Jonny (* 1971), britischer Musiker, Gitarrist der Rockgruppe Radiohead
- Greenwood, Kerry (1954–2025), australische Schriftstellerin
- Greenwood, L. C. (1946–2013), US-amerikanischer American-Football-Spieler
- Greenwood, Lee (* 1942), US-amerikanischer Country-Sänger
- Greenwood, Lil (1924–2011), US-amerikanische Rhythm-and-Blues- und Jazzsängerin
- Greenwood, Lilian (* 1966), britische Politikerin, Mitglied des House of Commons
- Greenwood, Lucas (* 1988), kanadischer Pokerspieler
- Greenwood, Lyndie (* 1983), kanadische Schauspielerin
- Greenwood, Marianne (1916–2006), schwedische Fotografin und Autorin
- Greenwood, Marion (1909–1970), US-amerikanische Malerin
- Greenwood, Mason (* 2001), englischer FußballspielerMason Greenwood (* 2001)

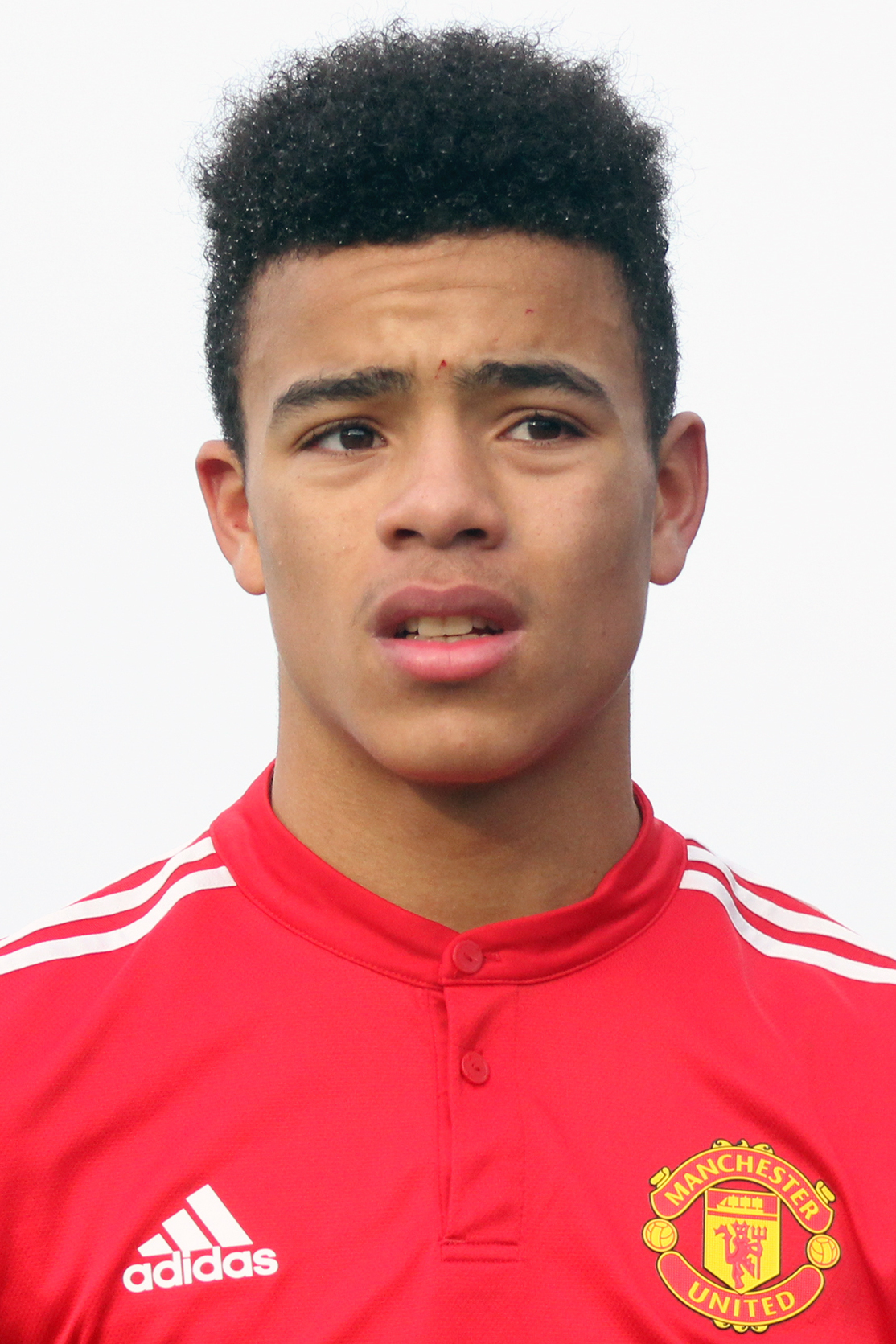
Mason Greenwood (* 2001)

- Greenwood, Nimrod (1929–2016), australischer Ruderer
- Greenwood, Norman (1925–2012), australischer Chemiker
- Greenwood, Peter Humphry (1927–1995), britischer Ichthyologe
- Greenwood, Ron (1921–2006), englischer Fußballspieler und Trainer
- Greenwood, Royston (* 1944), britischer Soziologe, Ökonom und Hochschullehrer
- Greenwood, Sam (* 1988), kanadischer Pokerspieler
- Greenwood, Sarah (1809–1889), neuseeländische Zeichnerin und Malerin
- Greenwood, Sarah (* 1960), britische Szenenbildnerin und Artdirectorin
- Greenwood, Trevor, US-amerikanischer Filmregisseur, Filmeditor und Filmproduzent
- Greenwood, Walter (1903–1974), britischer Schriftsteller
- Greenwood, Will (* 1972), englischer Rugbyspieler

### Greer
- Greer, A. J. (* 1996), kanadischer Eishockeyspieler
- Greer, Allen E., australischer Herpetologe
- Greer, Andrew Sean (* 1970), US-amerikanischer Schriftsteller
- Greer, Big John (1923–1972), US-amerikanischer Jazz- und Rhythm-and-Blues-Tenorsaxophonist und -Sänger
- Greer, Bonnie (* 1948), US-amerikanisch-britische Schriftstellerin, Dramatikerin und Kritikerin

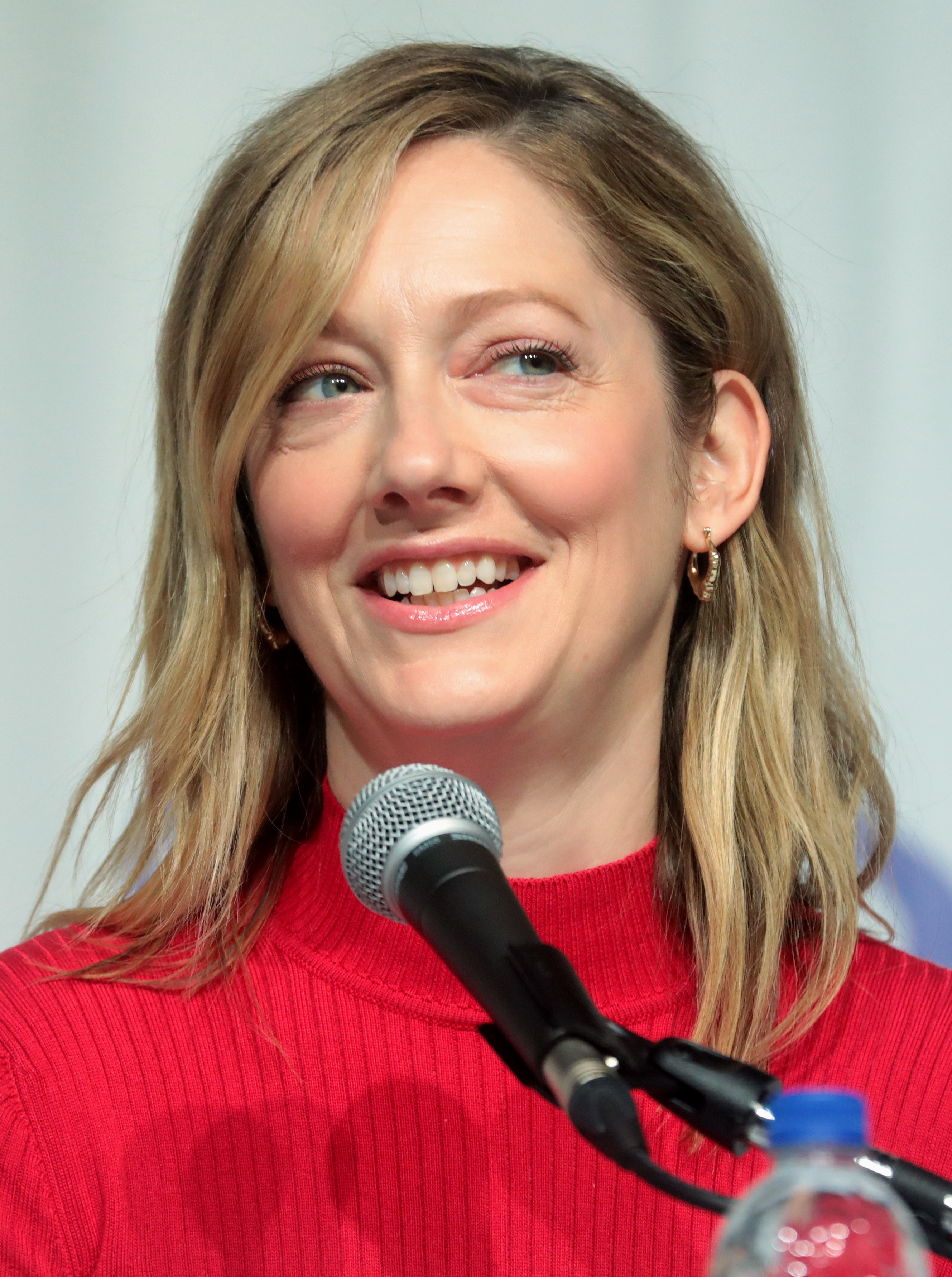
Judy Greer (* 1975)

- Greer, Breaux (* 1976), US-amerikanischer Leichtathlet
- Greer, Brodie (* 1949), US-amerikanischer Schauspieler
- Greer, Dabbs (1917–2007), US-amerikanischer Schauspieler
- Greer, Frank (1879–1943), US-amerikanischer Ruderer
- Greer, Germaine (* 1939), australische Intellektuelle, Autorin und Publizistin
- Greer, Hal (1936–2018), US-amerikanischer Basketballspieler
- Greer, Henry (1899–1978), US-amerikanischer Hockeyspieler
- Greer, Howard (1886–1974), US-amerikanischer Modedesigner und Kostümbildner beim Film
- Greer, Jane (1924–2001), US-amerikanische Schauspielerin
- Greer, Jeff (* 1979), US-amerikanisch-dominikanischer Basketballspieler
- Greer, Jo Ann (1927–2001), US-amerikanische Sängerin
- Greer, John Alexander (1802–1855), US-amerikanischer Politiker
- Greer, Judy (* 1975), US-amerikanische SchauspielerinJudy Greer (* 1975)
- Greer, LaMarr (* 1976), US-amerikanischer Basketballspieler
- Greer, Mason, US-amerikanischer Schauspieler, Drehbuchautor, Filmproduzent und Filmregisseur
- Greer, Raeden (* 1988), US-amerikanische Schauspielerin
- Greer, Ricardo (* 1977), US-amerikanisch-dominikanischer Basketballspieler
- Greer, Sandra C. (* 1945), US-amerikanische Chemikerin (Physikalische Chemie)
- Greer, Sonny (1895–1982), US-amerikanischer Jazz-Schlagzeuger in der Band von Duke Ellington
- Greer, Steven M. (* 1955), US-amerikanischer UfologeSteven M. Greer (* 1955)

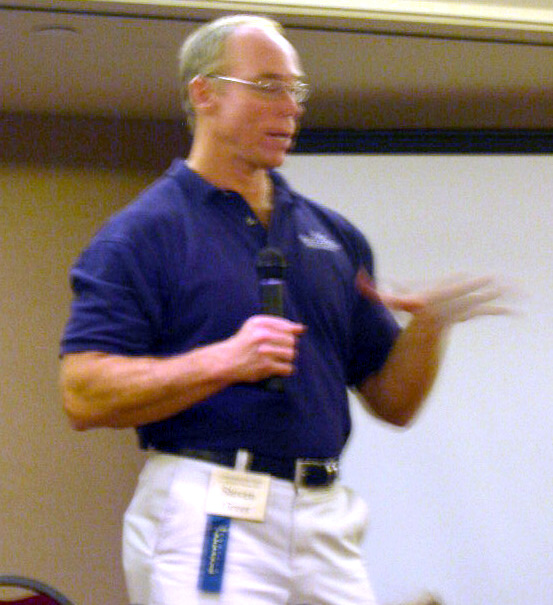
Steven M. Greer (* 1955)

- Greer, Stuart (* 1959), US-amerikanischer Schauspieler
- Greer, Thomas U. (1928–2014), US-amerikanischer Offizier, Generalmajor der US-Armee
- Greer, William (1909–1985), US-amerikanischer Chauffeur und Mitglied des United States Secret Service
- Greer, William Walter (1865–1932), US-amerikanischer Politiker

### Grees
- Grees, Hermann (1925–2009), deutscher Geograf und Hochschullehrer
- Grees, Samir (* 1962), ägyptisch-deutscher Literaturübersetzer und Dolmetscher
- Greese, Ernst (* 1894), deutscher Landwirt und Politiker
- Greese, Wolfgang (1926–2001), deutscher Schauspieler
- Greeso, Phimmada (* 2002), thailändische Leichtathletin

### Greet
- Greetham, Nico (* 1995), amerikanischer Schauspieler

### Greev
- Greeven, Heinrich (1906–1990), deutscher Theologe
- Greever, Paul Ranous (1891–1943), US-amerikanischer Politiker
- Greeves, Bert (1906–1993), britischer Ingenieur
- Greeves, Nick, britischer Chemiker